# Kętrzyn
Kętrzyn (do 1946 r. Rastembork, niem. Rastenburg) – miasto w województwie warmińsko-mazurskim, siedziba powiatu kętrzyńskiego.
Kętrzyn leży w historycznych Prusach Dolnych, na obszarze dawnej Barcji oraz w północnej części Mazur. Położony jest kilkanaście kilometrów na wschód od granic Warmii.
Niegdyś prężny ośrodek przemysłowy, dzisiejszy Kętrzyn jest niewielkim i ciągle malejącym miastem z liczbą mieszkańców wynoszącą 27 478, z czego 52,5% stanowią kobiety, a 47,5% mężczyźni. W latach 2002–2017 liczba mieszkańców zmalała o 4,0%. Średni wiek mieszkańców wynosi 42,7 lat (dane GUS z roku 2017).

## Struktura powierzchni
Według danych z roku 2002 Kętrzyn ma obszar 10,34 km², w tym:
- użytki rolne: 22%
- użytki leśne: 1%

Miasto stanowi 0,85% powierzchni powiatu kętrzyńskiego.

## Historia
Kętrzyn leży na dawnych ziemiach pruskiego plemienia Bartów. W XIII wieku, po II powstaniu pruskim ziemie te zostały zajęte przez Zakon krzyżacki i znalazły się w obrębie Państwa Zakonnego. Tereny dzisiejszego miasta podlegały komturom w Bałdze, którzy od 1283 roku organizowali osadnictwo. W roku 1375 ostatecznie ustalono granicę między Warmią a ziemiami zakonnymi. Granica przebiegała pomiędzy miastem warmińskim Reszlem a Kętrzynem, który odtąd na stałe znalazł się w obszarze Prus Dolnych.
W roku 1329 komtur bałgijski zbudował strażnicę, prawdopodobnie na miejscu grodu o pruskiej nazwie Rast. Krótko potem w pobliżu zaczęła powstawać osada. Już w 1330 rozpoczęto budowę kościoła św. Katarzyny (rozebrany w XIX wieku). W 1345 r. strażnicę zniszczył najazd Litwinów pod wodzą Olgierda i Kiejstuta. Zakon już w 1350 zdołał odbudować osadę i rozpoczął budowę murów obronnych.

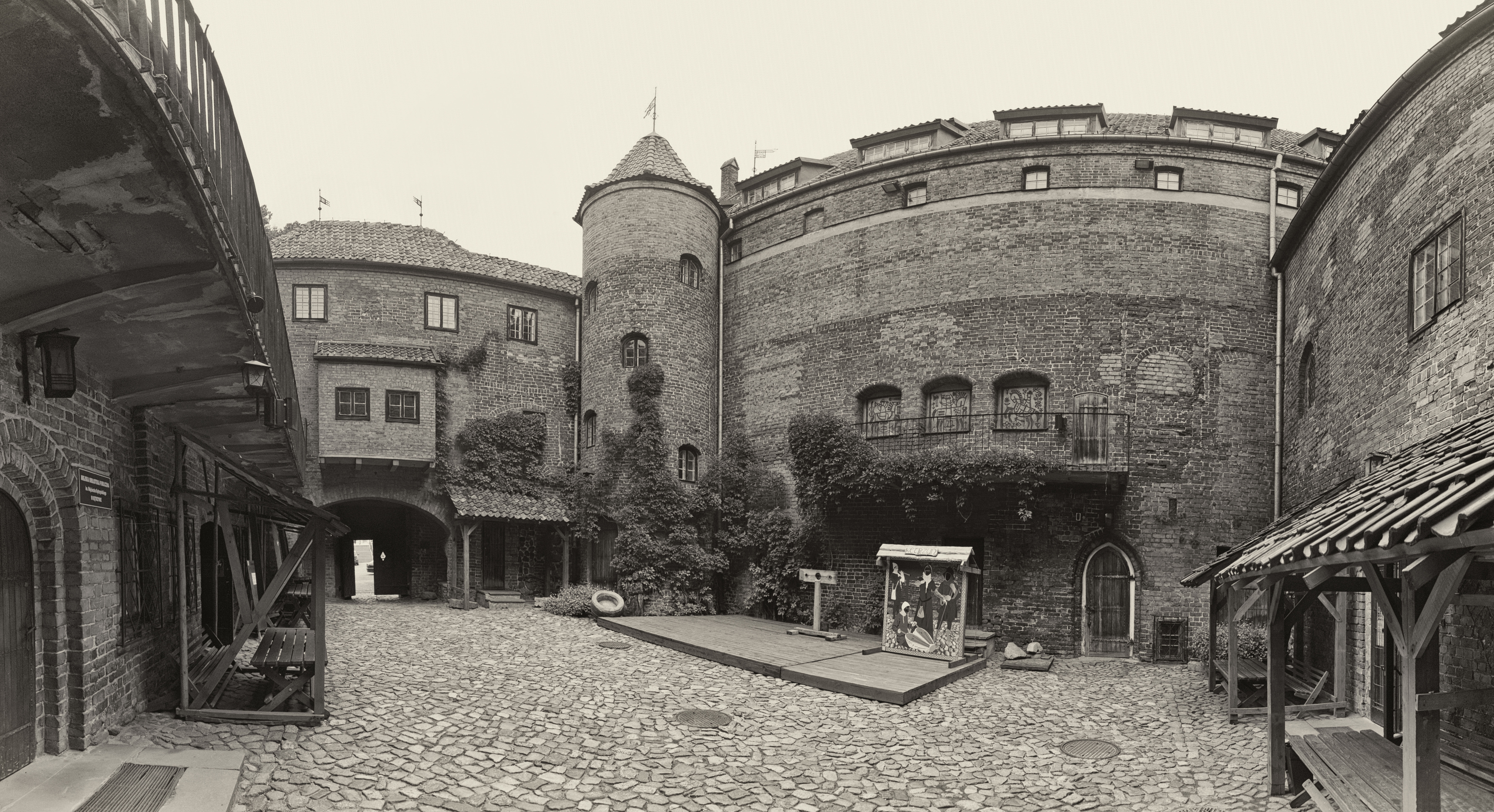
Dziedziniec zamku współcześnie

Prawa miejskie nadał w dniu 11 listopada 1357 komtur bałgijski Henning Schindekopf przez lokację na prawie chełmińskim. Wójtem-zasadźcą został Henryk Padeluche. W obrysie murów od strony południowej wybudowano warowny kościół św. Jerzego i zamek krzyżacki. Miasta bronić miało 13 baszt, w murach zbudowano dwie bramy: Wysoką, Młyńską i furtę Wodną. Prawa miejskie Kętrzyna zostały potwierdzone w 1378 roku.
W czasach krzyżackich Kętrzyn (niem. Rastenburg, pol. Rastembork) był siedzibą prokuratora. W historii Rastenburga było ok. 40 prokuratorów, z których dwóch pełniło później funkcję wielkiego mistrza krzyżackiego. Po bitwie grunwaldzkiej mieszczanie oddali miasto bez walki wojskom polskim, od tego czasu prokuratorzy rastenburscy podlegali bezpośrednio wielkim mistrzom krzyżackim i posiadali uprawnienia komturów w zakresie lokacji wsi.

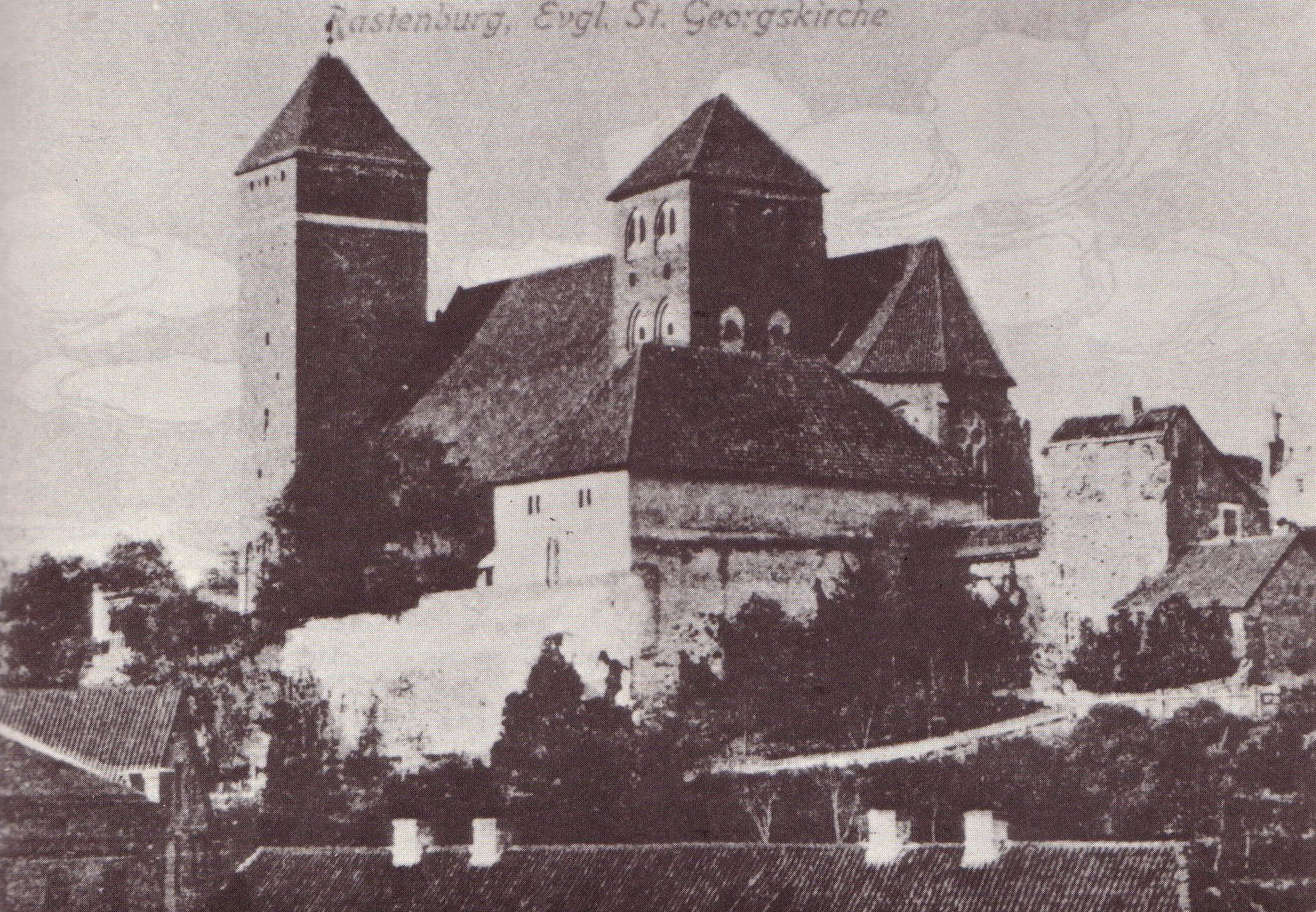
Późnośredniowieczna bazylika kolegiacka św. Jerzego, widok z XIX w.

Mieszczanie, buntując się przeciwko rządom zakonnym w 1440 roku, przystąpili do Związku Pruskiego. Posłuszeństwo wielkiemu mistrzowi wypowiedzieli w roku 1454 i wysłali swojego przedstawiciela do Królewca, gdzie w ich imieniu złożył on na ręce kanclerza Jana Koniecpolskiego hołd królowi polskiemu Kazimierzowi Jagiellończykowi. Tymczasem w mieście mieszczanie opanowali zamek, prokurator zakonny Wolfgang Sauer został uwięziony, a kilka dni później (17 lutego) utopiony w pobliskim Stawie Młyńskim. Sprawa ta została nagłośniona przez Krzyżaków jako jeden z argumentów za delegalizacją Związku Pruskiego. Na mocy rokowań polsko-krzyżackich wielki mistrz zgodził się na amnestię dla mieszczan pod warunkiem poddania grodu ponownie władzy krzyżackiej.

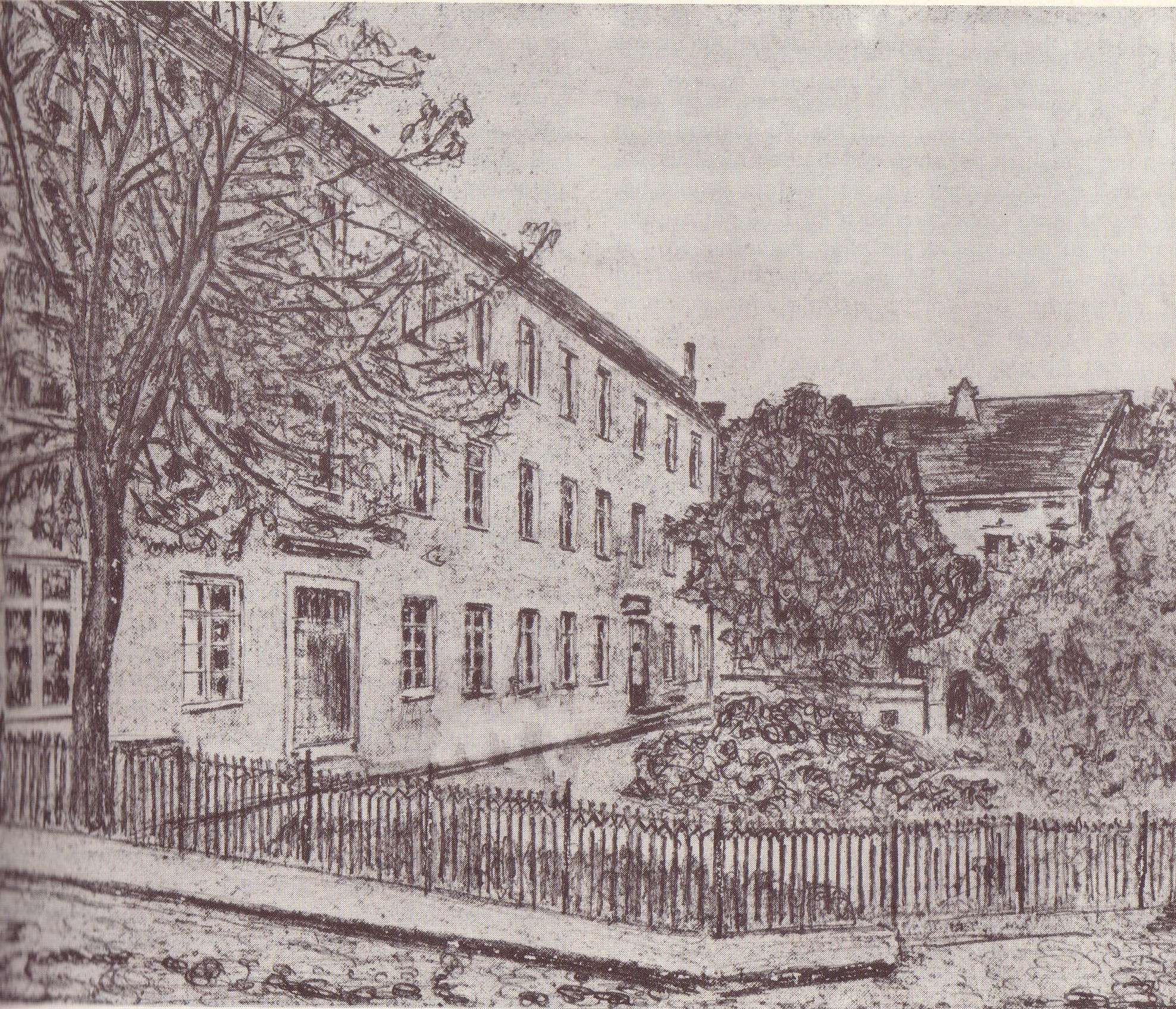
Stare gimnazjum, do którego w latach 1855–1859 uczęszczał Wojciech Kętrzyński

Po wojnie trzynastoletniej na mocy pokoju toruńskiego Kętrzyn wraz z resztą Prus Dolnych pozostał w granicach Prus Zakonnych, jednakże jako lenno Królestwa Polskiego. Dopiero po utworzeniu w 1525 r. lennych Polsce Prus Książęcych nastąpił szybki rozwój miasta, zahamowany wojną ze Szwecją.
Podczas wojny siedmioletniej, w latach 1758–1762 Prusy były okupowane przez Rosjan. W dniach 20–21 czerwca 1807 roku w mieście ze swoją dywizją poznańską stacjonował gen. Jan Henryk Dąbrowski. W 1818 miasto zostało siedzibą powiatu, w II poł. XIX w. wybudowano cukrownię, browar i młyn, co przełożyło się na rozwój miasta. W latach 1855–1859 do tutejszego gimnazjum uczęszczał Wojciech Kętrzyński, późniejszy wieloletni dyrektor Ossolineum. W 1868 wybudowano połączenie kolejowe z Królewcem, a w późniejszych latach z Węgorzewem i Rynem oraz wąskotorowe z Mrągowem. W 1871 miasto znalazło się w granicach Cesarstwa Niemieckiego. Powstały kwartały nowej zabudowy wraz z ratuszem oraz nowy rynek miejski. Podczas I wojny światowej w sierpniu 1914 do miasta na krótko wkroczyli Rosjanie.

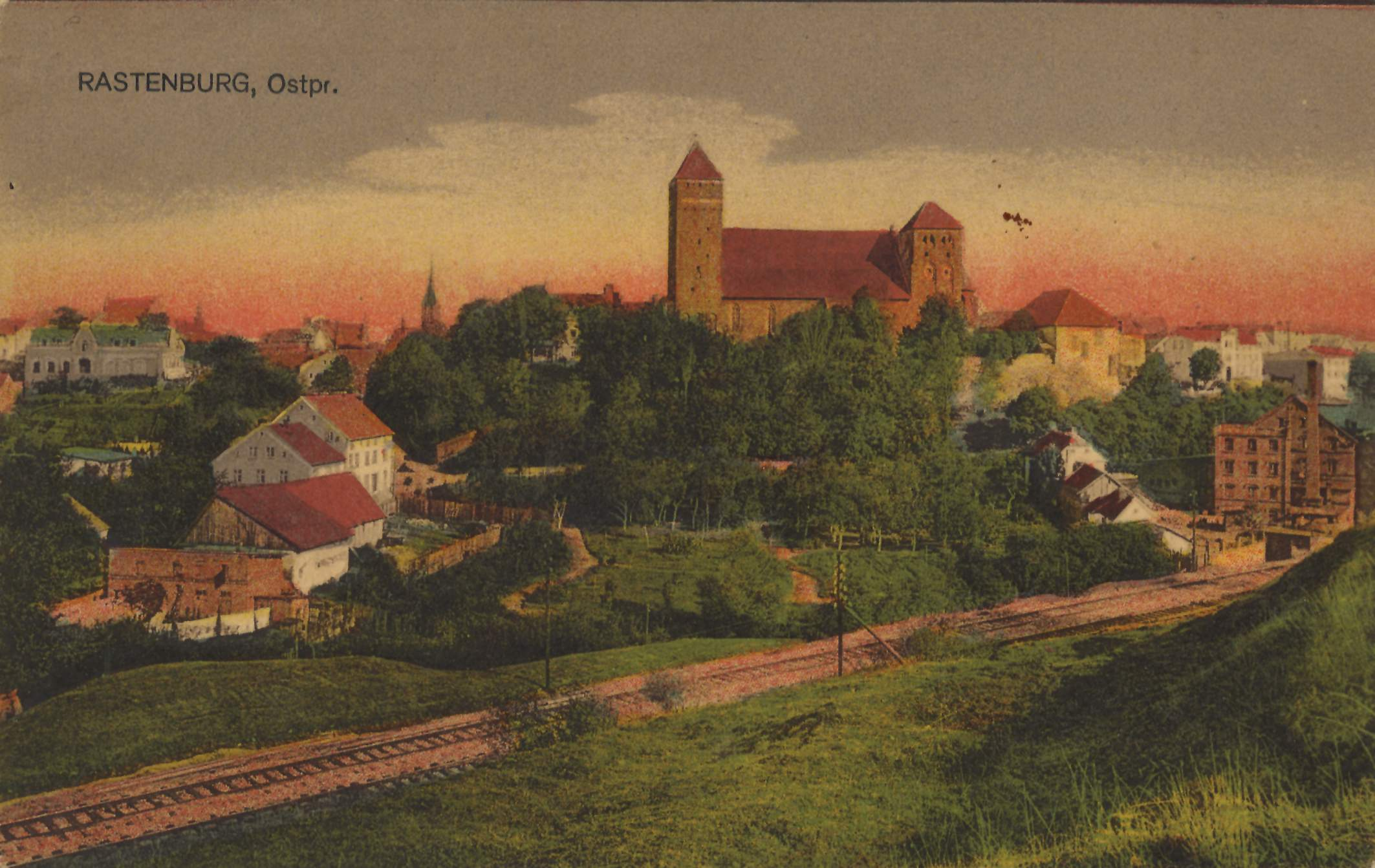
Panorama miasta z górującym kościołem św. Jerzego ok. 1900

W okresie II wojny światowej w gierłoskim lesie nieopodal miasta pobudowano kwaterę Hitlera – Wilczy Szaniec. Bombardowanie w 1942 i walki w 1945 doprowadziły do bardzo poważnych zniszczeń miasta. Zamek i zabudowa staromiejska miasta zostały spalone przez żołnierzy Armii Czerwonej (zniszczeniu uległo ogółem ok. 40 proc. miasta). Żołnierzy radzieckich z 31. Armii 3 Frontu Białoruskiego upamiętniał Pomnik Wdzięczności postawiony na Placu Wolności. Na terenie miasta funkcjonował obóz specjalny NKWD.
W 1946 miejscowość została włączona do nowo powstałego województwa olsztyńskiego na terenie powojennej Polski. Niemieckojęzyczna ludność miasta została wysiedlona do Niemiec. Początkowo miasto nosiło historyczną nazwę Rastembork, ale rozważano także nazwę Raściborz i Raścibórz, ostatecznie jednak 7 maja 1946 roku nadano miastu nową nazwę Kętrzyn od nazwiska Wojciecha Kętrzyńskiego, historyka z XIX wieku walczącego z germanizacją Mazur. Po wojnie siedziba gminy Biedaszki. W czasach Polski Ludowej w mieście powstały zakłady pieczywa cukierniczego, browar, Zakłady Elektrotechniczne „Farel”, mleczarnia zakład Centralnej Składnicy Harcerskiej, Mazurska Fabryka Drożdży, wytwórnia ozdób choinkowych, wytwórnia aromatów spożywczych i majonezu.
W latach 1975–1998 miasto administracyjnie należało do województwa olsztyńskiego.
| Kętrzyn – widok z wieży bazyliki św. Jerzego |

## Zabytki

### Bazylika Mniejsza św. Jerzego

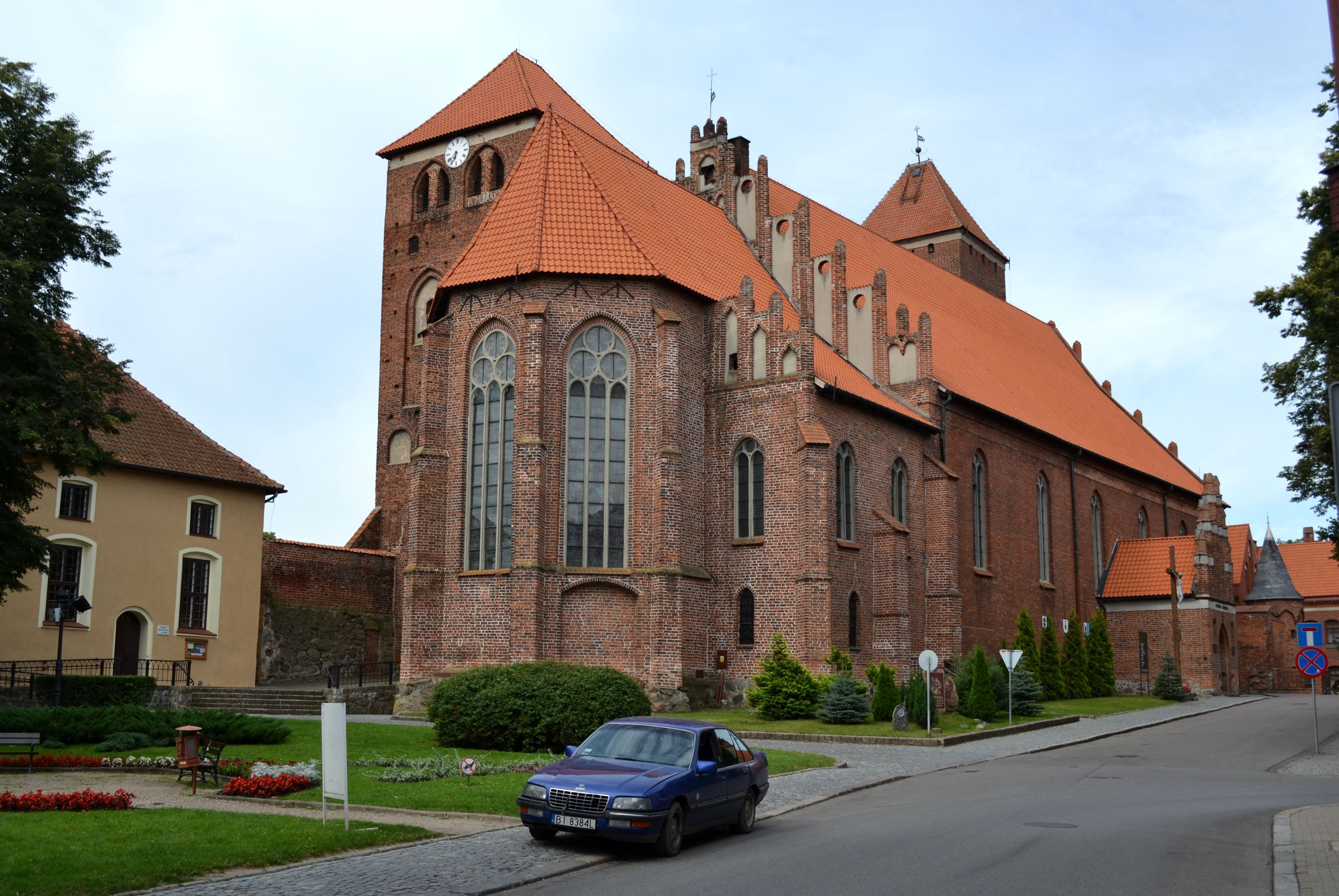
Bazylika kolegiacka św. Jerzego (1359–1407, 1500–1517)

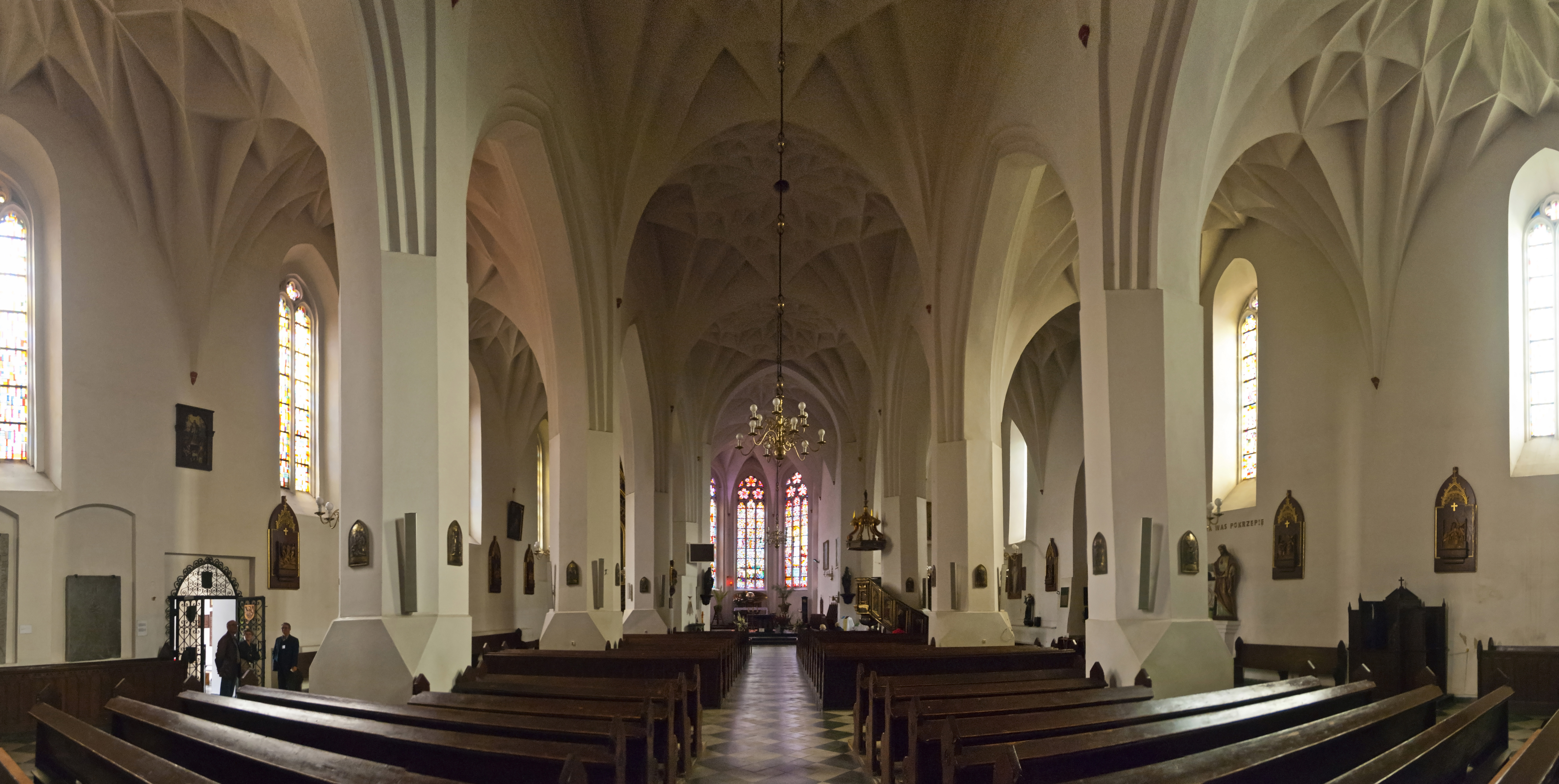
Panorama wnętrza Bazyliki św. Jerzego

Kościół św. Jerzego budowany na miejscu dawnej strażnicy od 1359, rozbudowywany do pierwszych lat XVI wieku. Jest to najlepiej zachowany kościół obronny na Mazurach. Początkowo był to obiekt halowy, jednonawowy, zlokalizowany w południowo-zachodnim narożu miasta. W koronie murów wybudowano ganki obronne i wieżę zwieńczoną blankowaniem. Na początku XV wieku wzniesiono drugą wieżę (dzwonniczą), a pod koniec stulecia obiekt przebudowano na trójnawową pseudobazylikę (dobudowano nawę boczną północną, nawa środkowa i południowa mieści się w obrysie kościoła halowego). Po pożarze w 1500 r., podczas odbudowy powstało istniejące i charakterystyczne odchylenie osi kościoła (prezbiterium nie leży dokładnie na osi nawy środkowej, ze środka nawy głównej są widoczne tylko dwa okna: prawe i środkowe, trzecie jest niewidoczne). W kościele zasługują na uwagę: sklepienia kryształowe z 1515 r. (wykonał je mistrz Matz z Gdańska), XVI-wieczna ambona, organy z 1721 r. (Josue Mosengel twórca organów w Świętej Lipce) były przebudowywane – obecne z 1975 r. mają 43 głosy, płyta nagrobna (epitafium) Krzysztofa Schenka von Tautenburg z 1597 r. oraz karcer (wejście z kościoła) znajdujący się pod wieżą wysoką. Kościół św. Jerzego ma tytuł bazyliki mniejszej oraz pełni także funkcję kolegiaty. W kościele dawna kaplica św. Jakuba po reformacji pełniła funkcję baptysterium, które po II wojnie światowej ukształtowano architektonicznie na wzór Ostrej Bramy w Wilnie. Z tego miejsca zawsze na początku lipca odbywają się piesze pielgrzymki do Wilna.
W obrębie zachowanych murów obronnych, przylegających do kościoła św. Jerzego znajduje dobudowana już w średniowieczu dawna Plebania (XIV/XV–XVI w.), a później Pastorówka (XVI w. – 1817 r.), zamieniona w XIX w. na Gimnazjum (lata 1817–1907), do 1945 roku funkcjonująca jako tzw. „Wdowi Dom” (ul. Zamkowa 4). W 2011 roku, przy zewnętrznych murach dawnej Pastorówki przeprowadzone zostały sondażowe archeologiczne badania wykopaliskowe, którymi kierował Archeolog Mariusz Biel. W ich wyniku zadokumentowano obecny stan techniczny murów fundamentowych i zarejestrowano nawarstwienia kulturowe wraz z zabytkami. Pozyskany materiał umożliwił wyróżnienie aż 5 faz chronologicznych na wzgórzu kościelnym, w tym najstarszą fazę osadniczą z (XIV–XV w.).

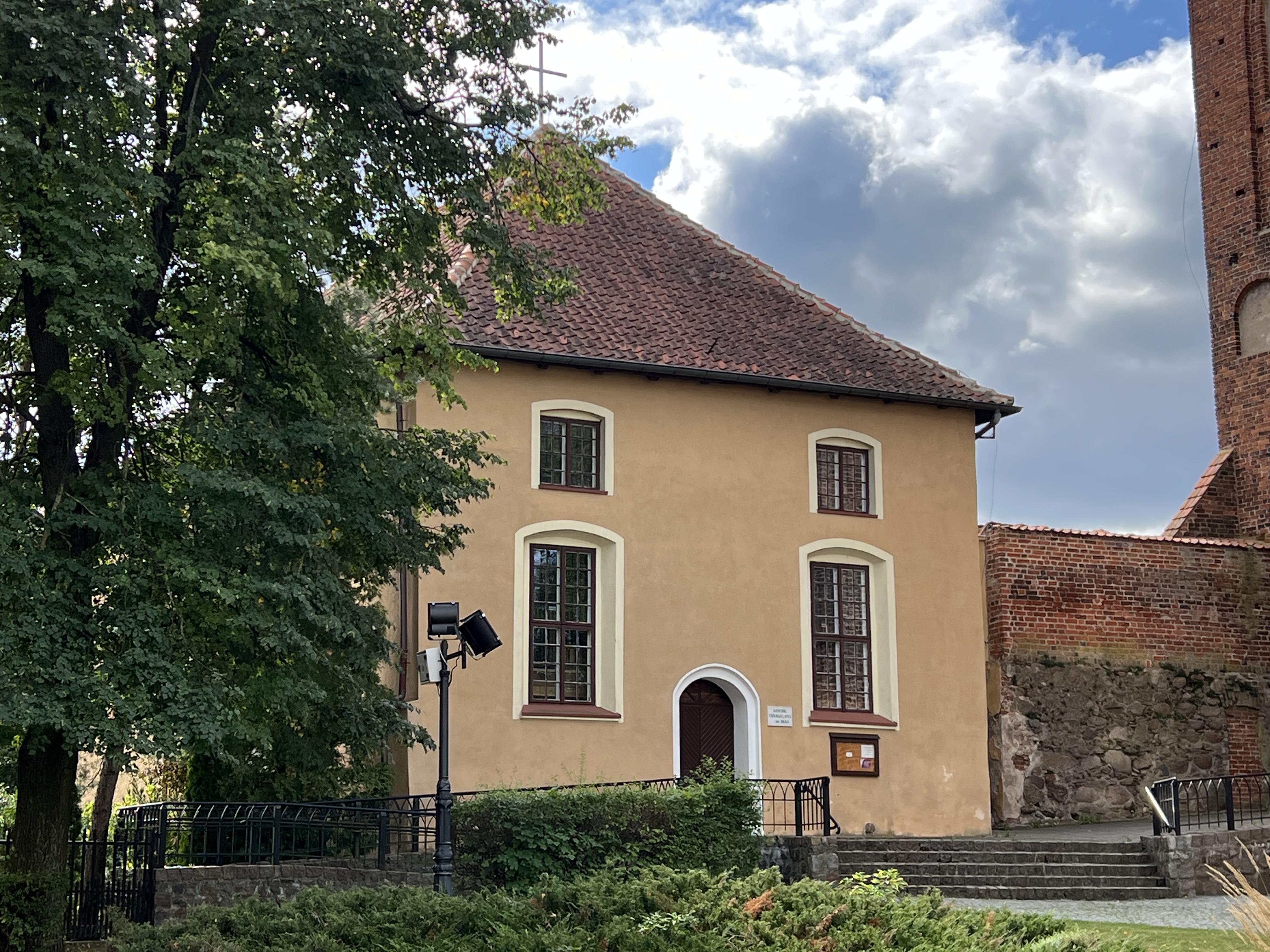
Kościół św. Jana

### Kościół św. Jana
Obok kościoła św. Jerzego znajduje się kościół św. Jana – dawna kaplica cmentarna adaptowana na Szkołę Wielką, przygotowującą kandydatów na Uniwersytet w Królewcu, założony przez księcia Albrechta. Budynek ten służył mniejszości polskiej jako świątynia protestancka, stąd zwany był kościołem polskim.

### Szkoła Wielka

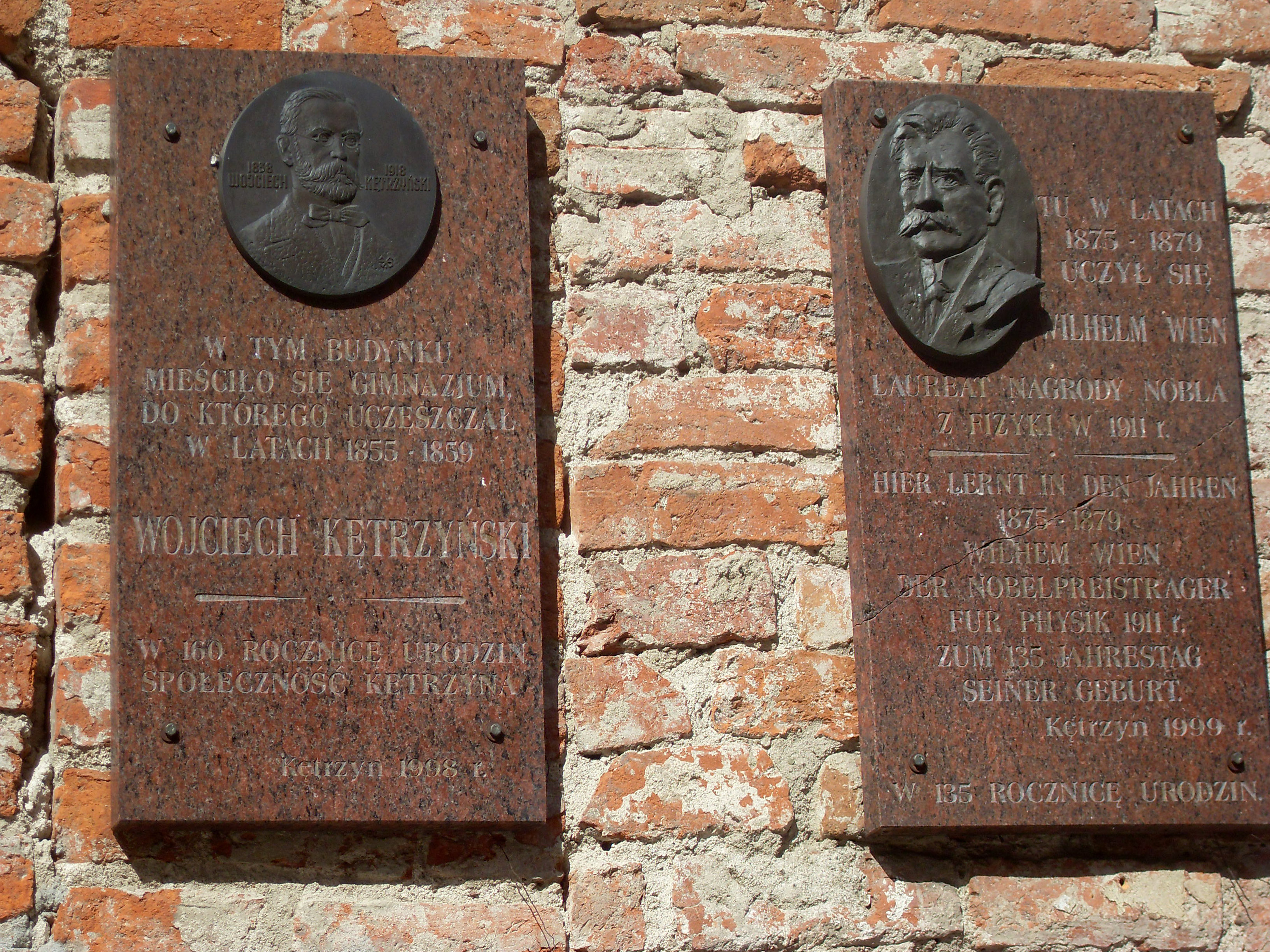
Tablice na dawnym gimnazjum, obecnym LO, ku czci Wojciecha Kętrzyńskiego i Wilhelma Wiena

Budynek kościoła św. Jana wyglądał nieco inaczej niż obecnie. Na piętrze były sale lekcyjne i mieszkania nauczycieli. Szkoła została założona w 1546 przez księcia Albrechta. Językiem wykładowym była łacina, a do przedmiotów obowiązkowych należała nauka jęz. niemieckiego i polskiego. Naukę jęz. polskiego zniesiono ok. 1830 r.
W 1810 r. szkoła w ówczesnym Rastenburgu była jedyną protestancką szkołą nauczającą na terenie Prus poza „Gimnazjum Staromiejskim” w Królewcu, która przygotowywała kandydatów na uniwersytet Albertyna. W roku 1817 Gimnazjum przeniesione zostało do nowego budynku, także obok kościoła św. Jerzego. W 1896 r. z okazji jubileuszu 350-lecia szkoły nadano jej nazwę Gimnazjum im. Księcia Albrechta. Szkołę w 1907 r. ponownie przeniesiono do nowego budynku, gdzie obecnie się mieści I Liceum Ogólnokształcące im. Wojciecha Kętrzyńskiego.
Wychowankami szkoły byli: m.in. Wojciech Kętrzyński (uczeń tej szkoły w latach 1855–1859) i Wilhelm Wien (uczeń w latach 1875–1879) z Drachenstein (obecnie Smokowo – gmina Kętrzyn). Uroczystości 450-lecia szkoły obchodzono w 1996 r. W jubileuszu uczestniczył prof. Helmut Wagner z Wolnego Uniwersytetu w Berlinie wychowanek Gimnazjum im. Księcia Albrechta od 1940 r. do 20 stycznia 1945.

### Zamek krzyżacki

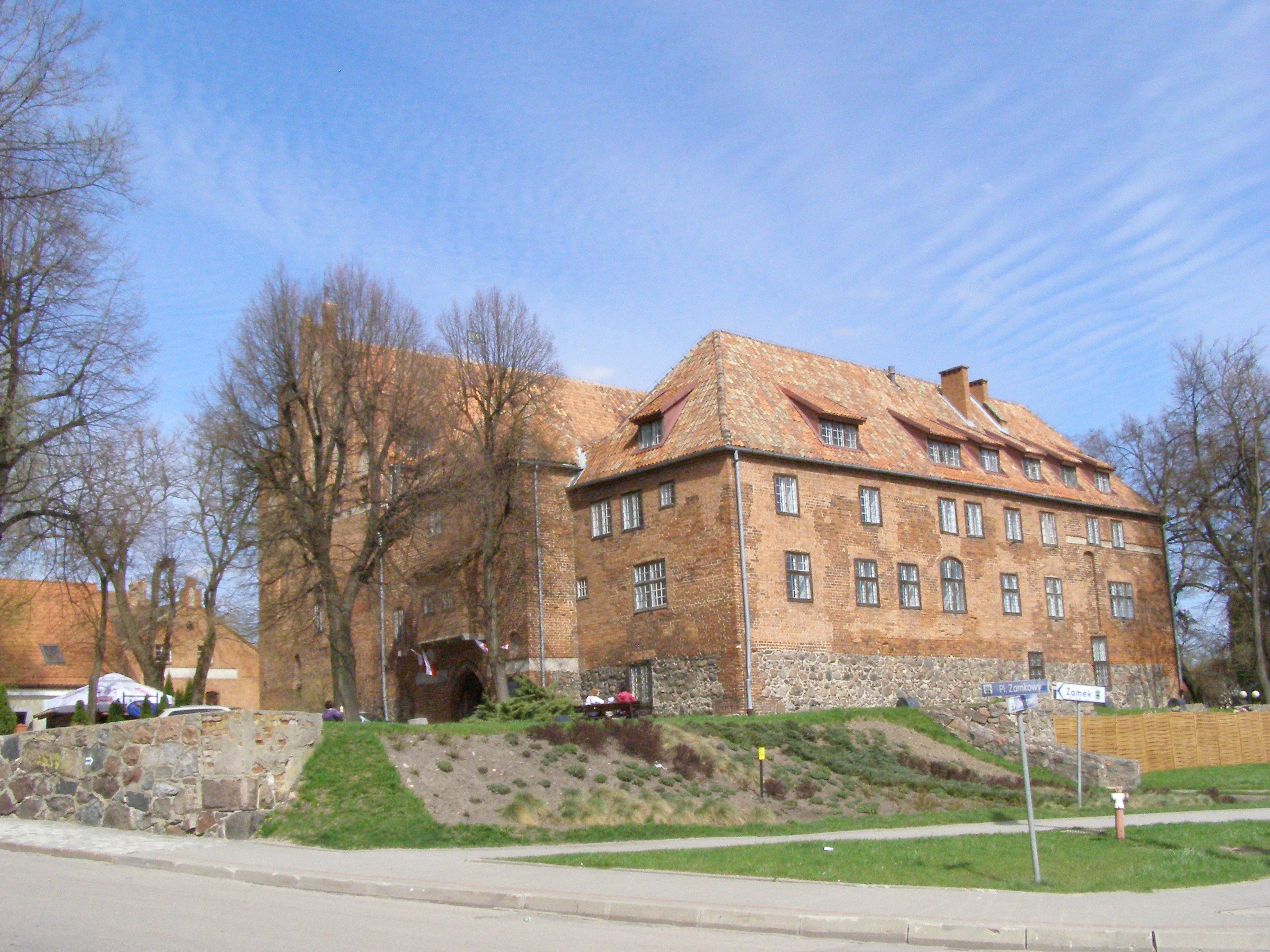
Zamek z XIV–XVII w.

Budowa zamku rozpoczęła się w tym samym okresie co budowa kościoła św. Jerzego. Zamek stanął w południowo-wschodnim narożu miasta, jako trójskrzydłowy obiekt, zamknięty od strony zachodniej ścianą kurtynową z bramą. Skrzydła zamku od strony dziedzińca obiegał drewniany krużganek, na dziedzińcu stała studnia. Najważniejszą częścią zamku było jego skrzydło północne. Pozostałe skrzydła pełniły funkcje gospodarcze. Pod koniec XIV wieku zamek został otoczony murami z bramą przejazdową od strony miasta. Warownia nie miała charakterystycznej dla budowli krzyżackiej wieży i przedzamcza. Spiętrzenie rzeki Guber utworzyło Staw Młyński (zasypany w 1910) osłaniający zamek od strony południowej. Od wschodu zamek chroniony był fosą, którą płynęła woda z jeziora położonego na północ od miasta. Zamek w XVII wieku był wielokrotnie przebudowywany. W 1945 roku spłonął. W latach 1962–1967 mury zamku zostały zrekonstruowane na podstawie zachowanych rycin z XIX wieku. Wnętrza są współczesne i dostosowane do potrzeb znajdujących się w nim: Muzeum i Biblioteki. Organizatorem Muzeum w Kętrzynie była Zofia Licharewa.

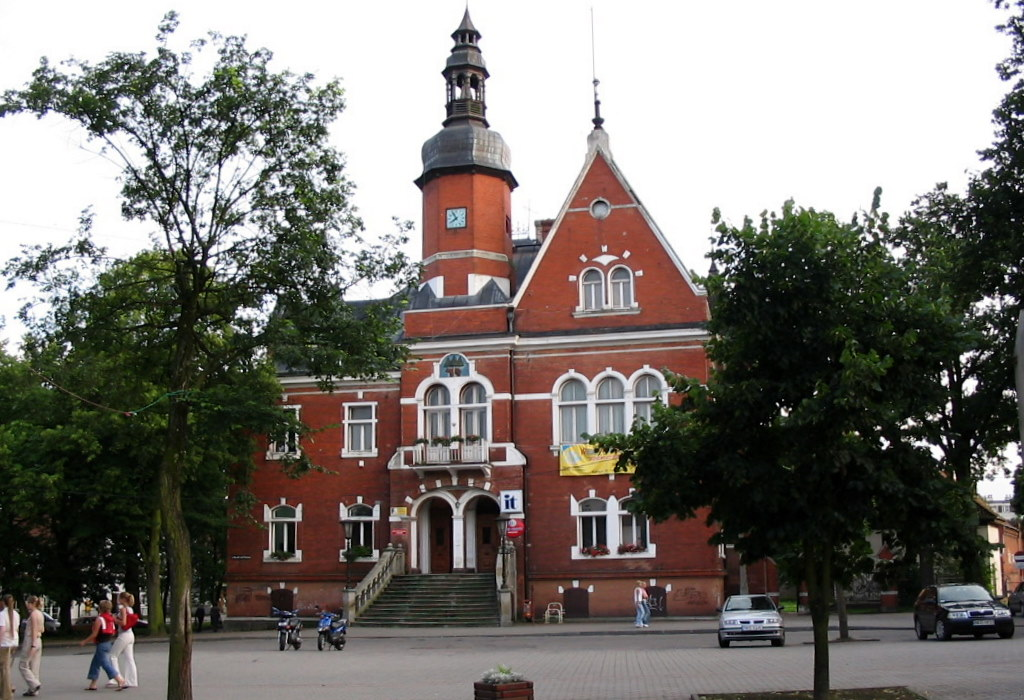
Ratusz

### Inne

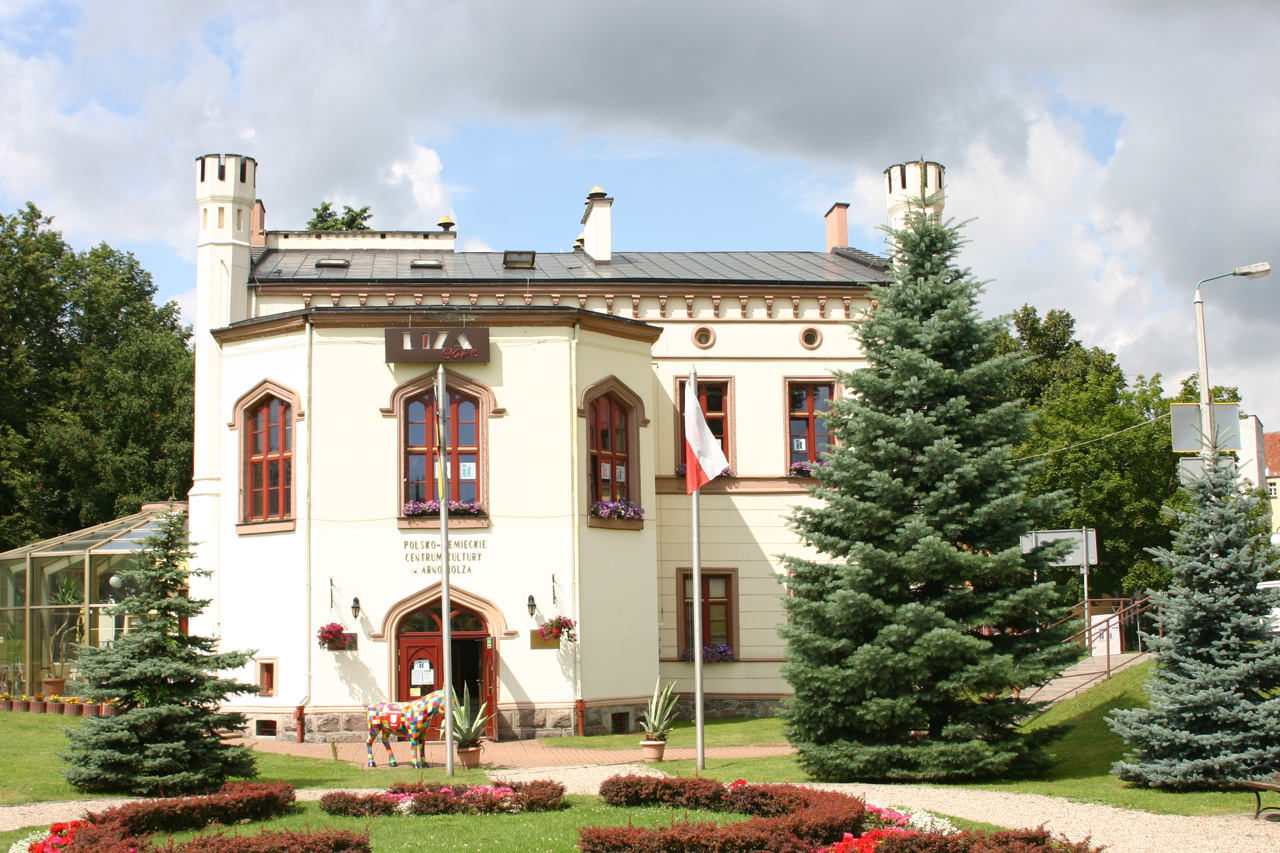
Dawna loża masońska

- fragmenty murów obronnych (XIV w.)
- eklektyczny ratusz (1885)
- neogotycki kościół św. Katarzyny (1895)
- klasycystyczna loża masońska (1860–1864)
- gmach Starostwa Powiatowego (1893–1894)
- zespół stadniny koni (XIX w.)
- zespół drożdżowni (1886)
- Stara Synagoga (1853)
- wieże ciśnień: wodociągowa (pocz. XX w.) i kolejowa (koniec XIX w.)
- dawny bank, obecnie budynek biurowy (pocz. XX w.)
- cerkiew prawosławna Narodzenia Przenajświętszej Bogurodzicy (dawna kaplica ewangelicka, lata 30. XX w.)
- zespół schronów obrony przeciwlotniczej (1942)
- kamienice i wille

## Demografia

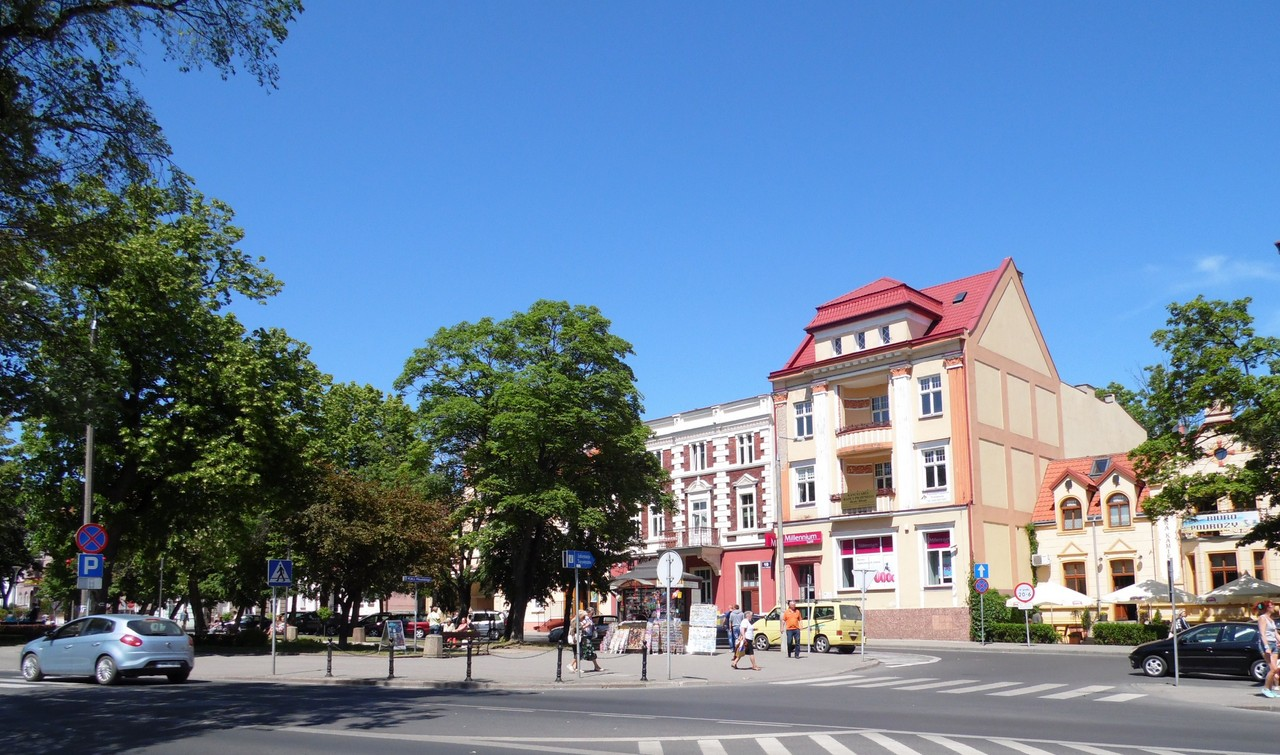
Centrum miasta

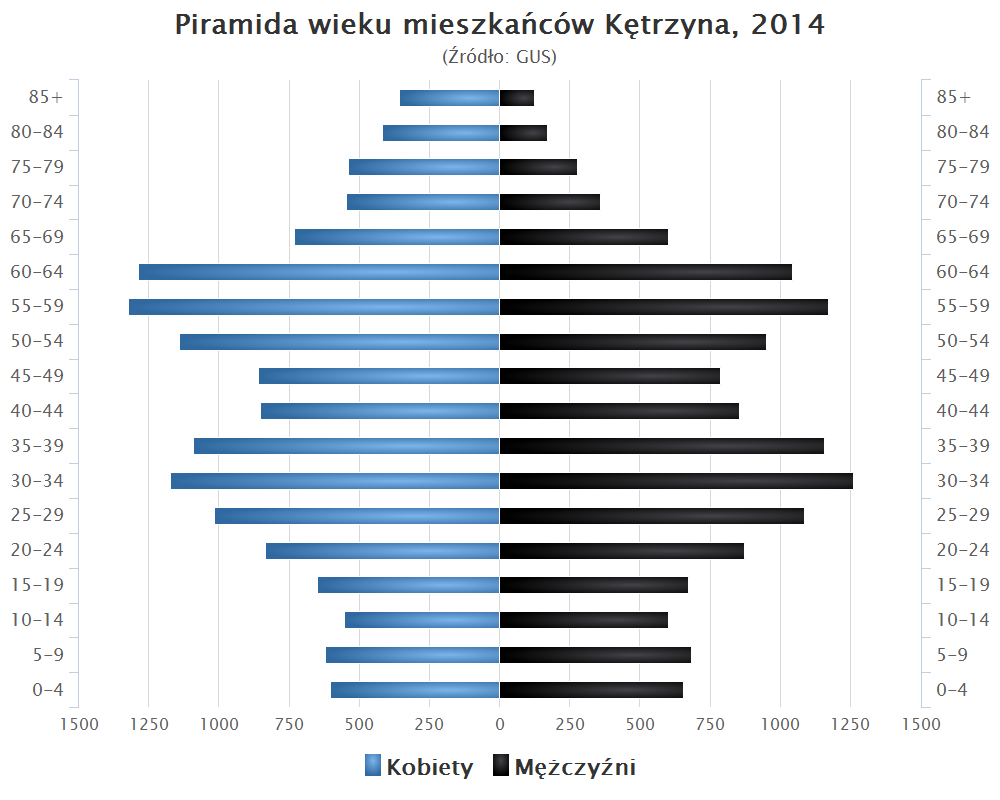
Piramida wieku mieszkańców Kętrzyna w 2014 roku

Dane z 31 grudnia 2012:
| Opis                              | Ogółem | Ogółem | Kobiety | Kobiety | Mężczyźni | Mężczyźni |
| --------------------------------- | ------ | ------ | ------- | ------- | --------- | --------- |
| Jednostka                         | osób   | %      | osób    | %       | osób      | %         |
| Populacja                         | 28 256 | 100    | 14 772  | 52,3    | 13 484    | 47,7      |
| Gęstość zaludnienia [mieszk./km²] | 2730,1 | 2730,1 | 1427,3  | 1427,3  | 1302,8    | 1302,8    |

Wybrane kętrzyńskie kamienice:
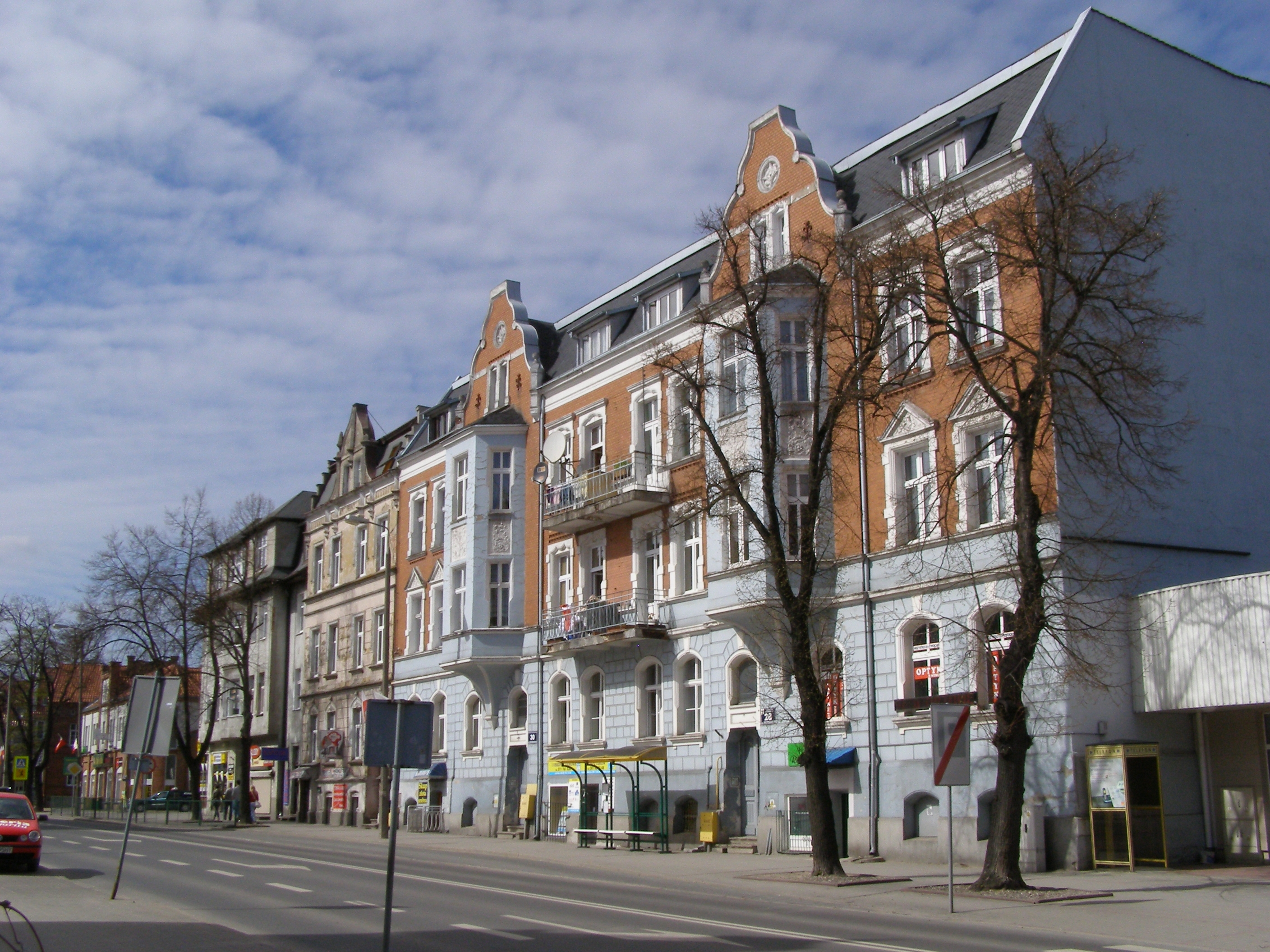
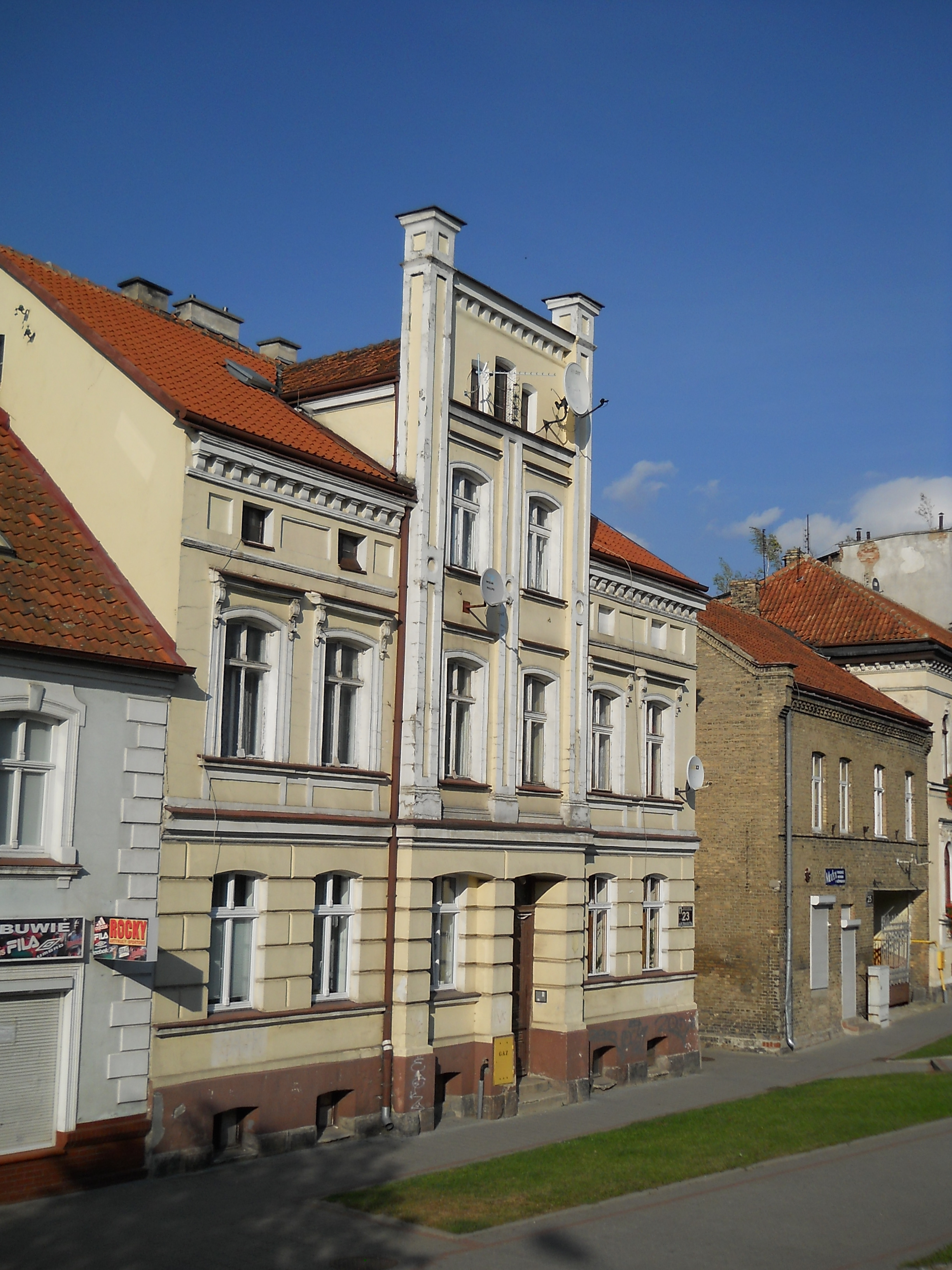
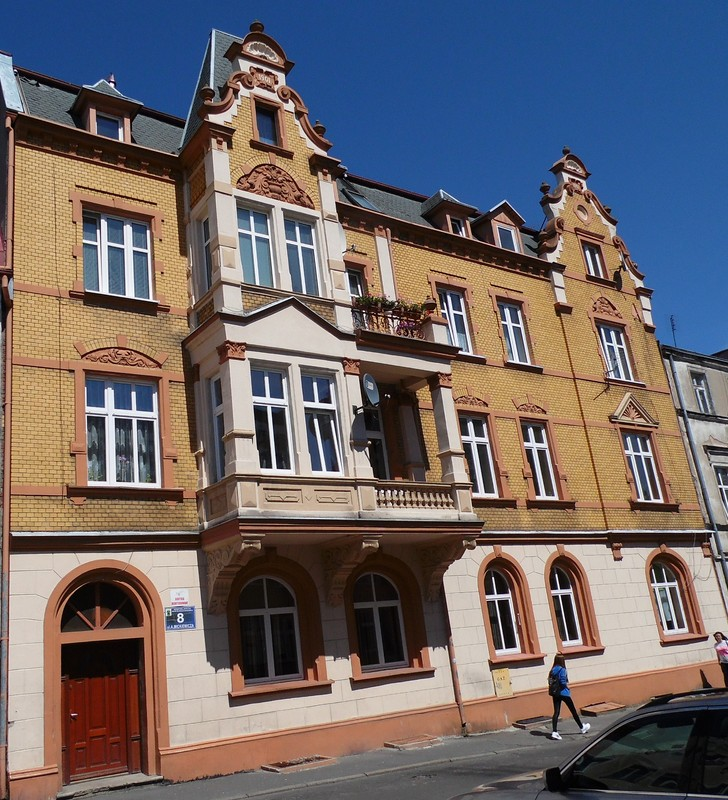
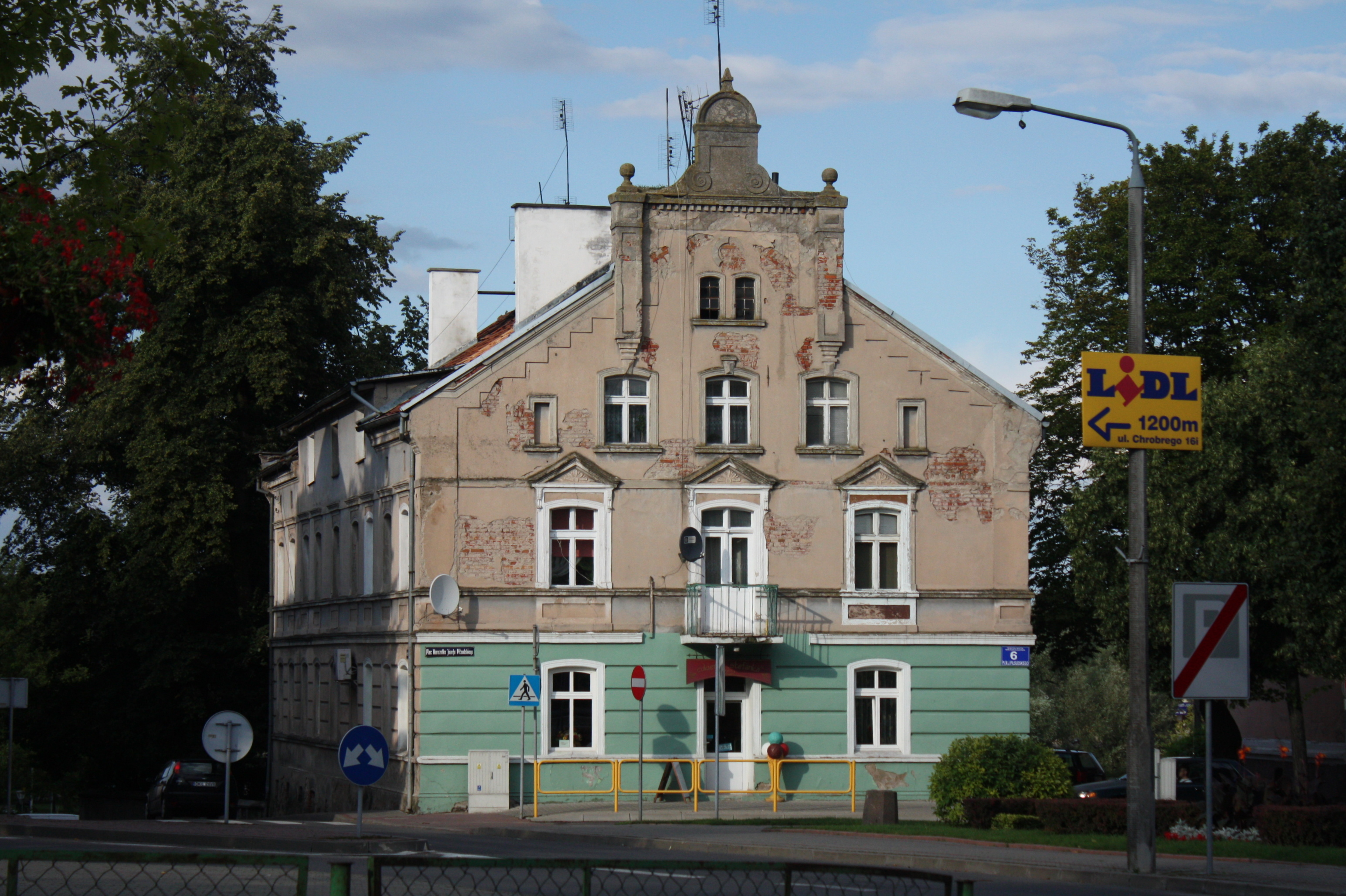
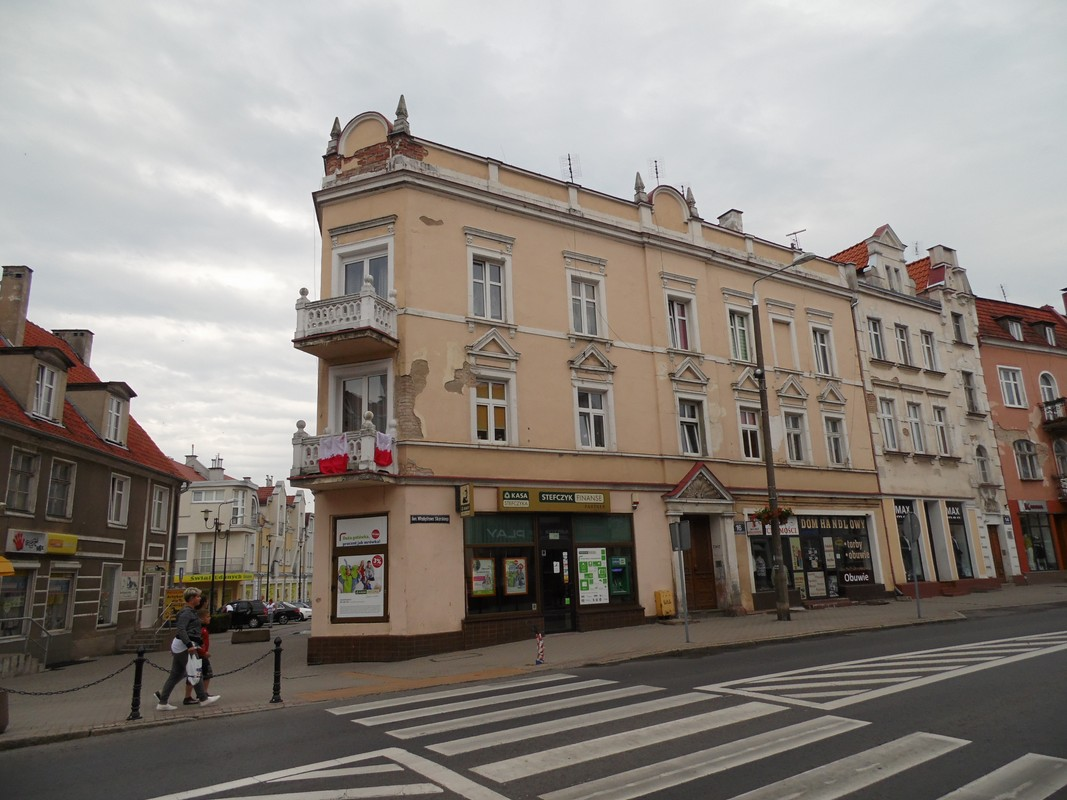
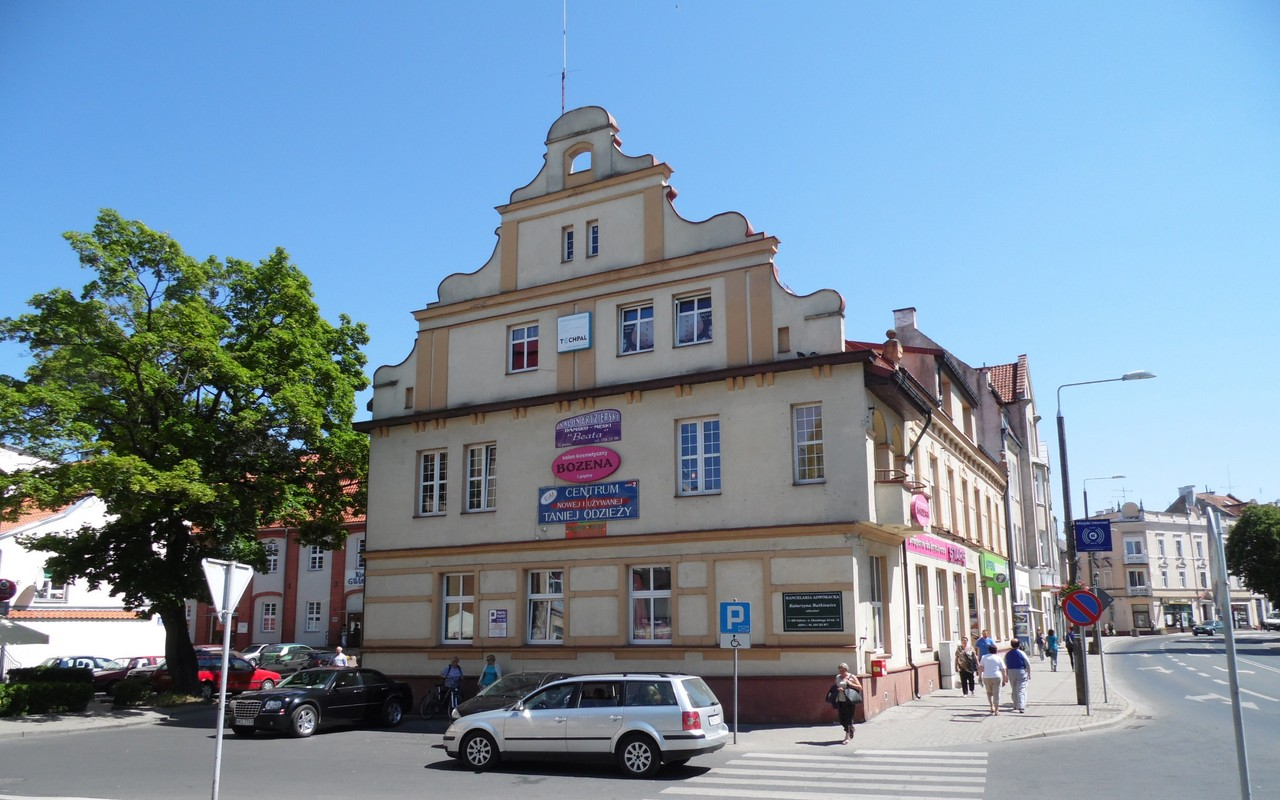
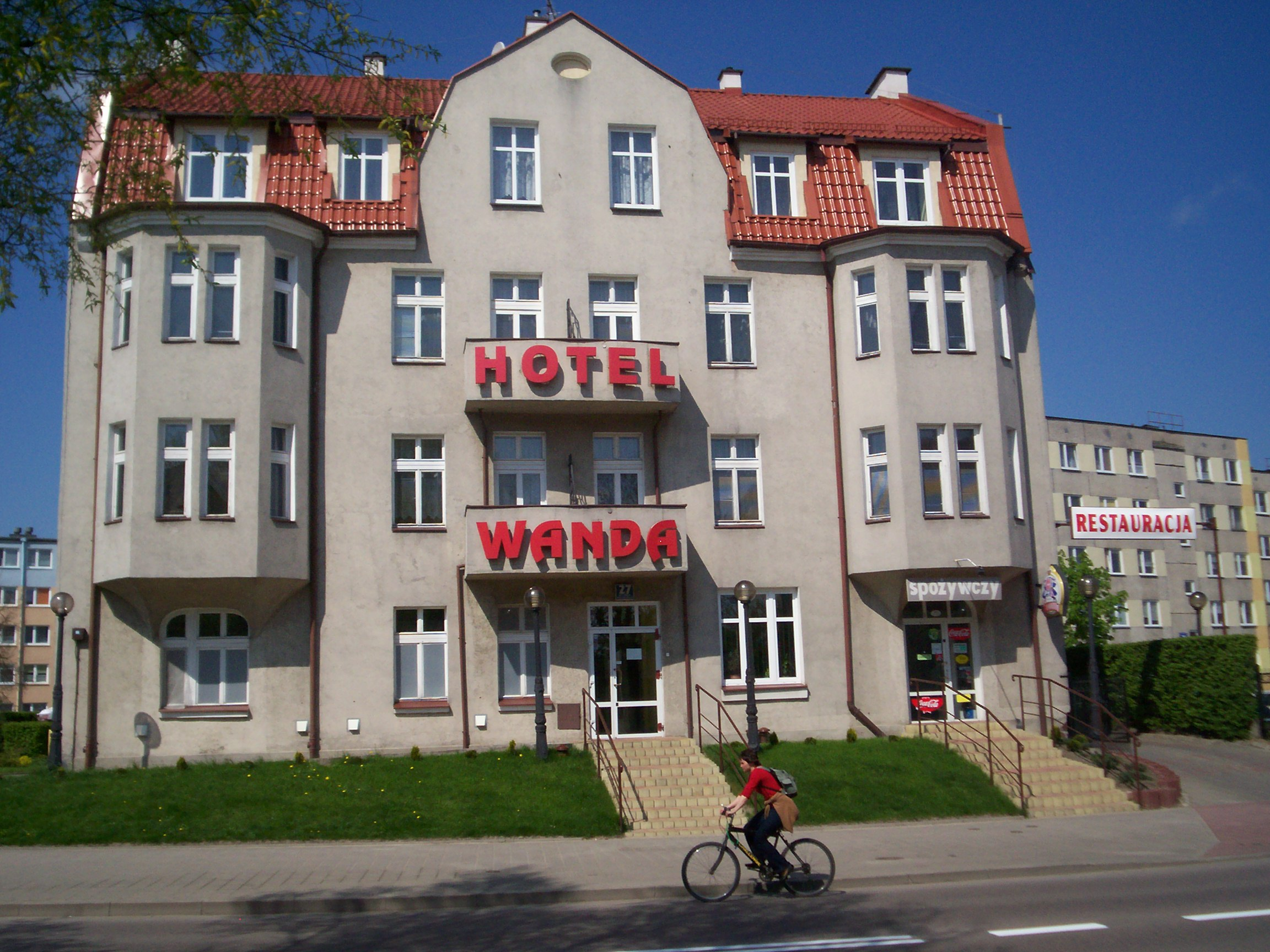
Hotel „Wanda”

## Gospodarka

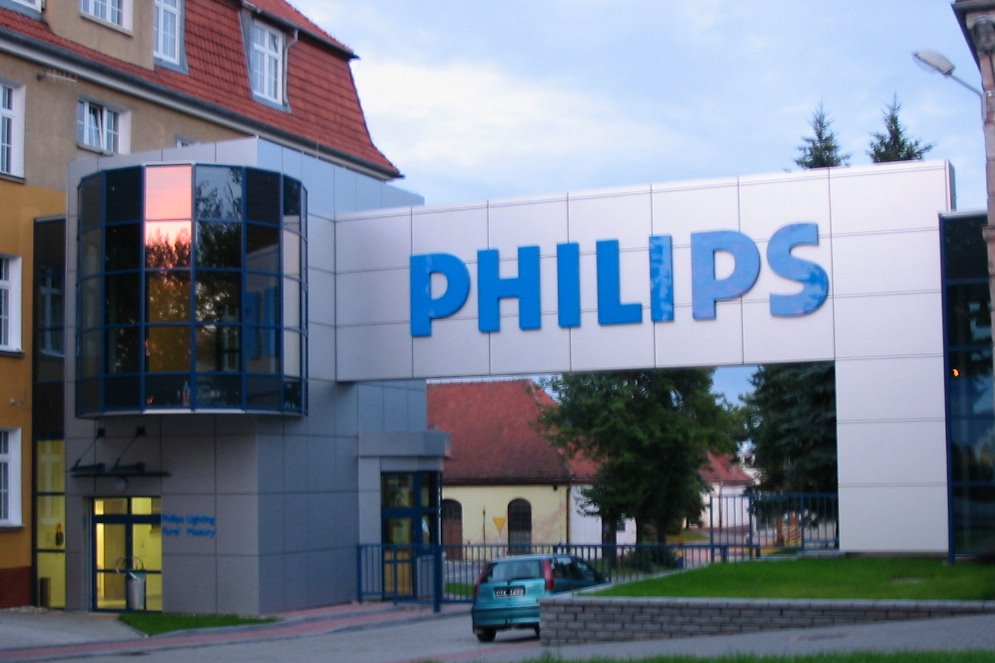
Philips Lighting Poland S.A. Oddział w Kętrzynie, brama południowa przy ul. Chrobrego

Z jednostek organizacyjnych o charakterze ponadlokalnym w Kętrzynie znajdują się Centrum Szkolenia oraz Komenda Warmińsko-Mazurskiego Oddziału Straży Granicznej RP.
W miejscowości działało Stado Ogierów Kętrzyn. W 1994 po przekształceniu jako Stado Ogierów Skarbu Państwa Kętrzyn. Od 2003 ponownie jako Stado Ogierów Kętrzyn wchodzi w skład Stada Ogierów w Łącku Sp. z o.o.

### Przemysł
Pod koniec XIX w. Kętrzynie dominował głównie przemysł spożywczy, w ramach którego funkcjonowały nieistniejące już: browar, cukrownia, fabryka drożdży młyn oraz mleczarnia. Obecnie, do przemysłu spożywczego dołączyły: przemysł elektrotechniczny oraz odzieżowy. Największe zakłady to ZPO „Warmia” (odzież), Signify Poland sp. z o.o. Oddział w Kętrzynie (oświetlenie), MTI-Furninova POLSKA (meble tapicerowane), SPPH „Majonezy” (przemysł spożywczy) i inne (FPK, MST, FOR-MECH Sp. z o.o.).

## Media
Prasa lokalna
- Tygodnik Kętrzyński,
- Gazeta w Kętrzynie – lokalny dodatek do Gazety Olsztyńskiej,
- Info-Kętrzyn24.pl – portal internetowy
- Nowiny Północne – miesięcznik obejmujący powiaty Kętrzyński, Mrągowski, Bartoszycki, Braniewski

### Telewizja lokalna
- Kętrzyńska Telewizja Kablowa
- Telewizja Mazurska
- Wolna TV

## Transport

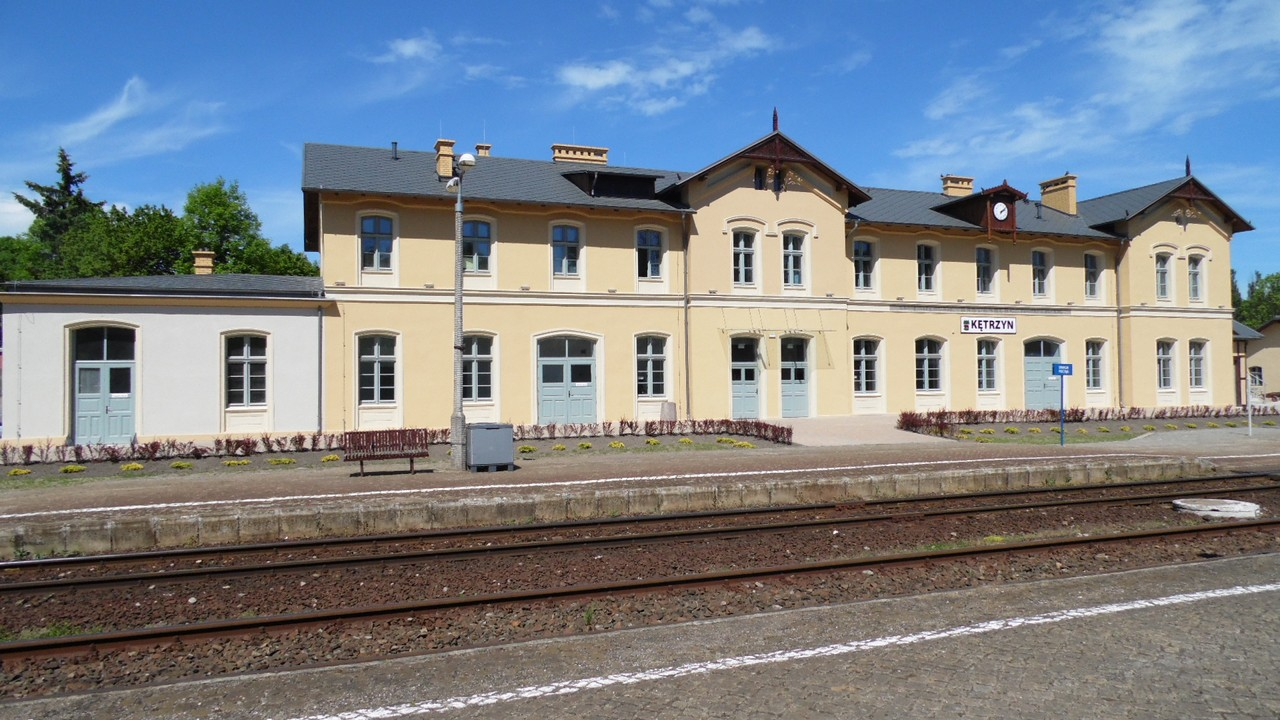
Dworzec kolejowy

Kętrzyn nie posiada obwodnicy, a większość ruchu tranzytowego odbywa się ulicami miasta. Miasto stanowi regionalny węzeł drogowy i kolejowy.
- linie kolejowe:
  - linia kolejowa nr 38: Bartoszyce – Korsze – Kętrzyn – Ełk – Białystok
  - linia kolejowa nr 259: Kętrzyn – Węgorzewo (nie działająca linia kolejowa)
- drogi wojewódzkie przechodzące przez miasto:
  - 591: Mrągowo – Kętrzyn – Barciany – Michałkowo/Żeleznodorożnyj 
  - 592: Bartoszyce – Kraskowo – Kętrzyn – Giżycko
  - 594: Bisztynek – Robawy – Kętrzyn

W mieście funkcjonuje komunikacja miejska obsługująca 5 linii autobusowych nie licząc linii nr 0 w dni robocze od 5:21 do 22:36 oraz w sobotę od 8:41 do 18:38. Komunikację obsługuje Przedsiębiorstwo Gospodarki Komunalnej „Komunalnik” w Kętrzynie. Drogowy transport osobowy obsługuje Towarzystwo taksówkarskie „Taxi Kętrzyn”, korporacje taksówkarskie oraz inne firmy.

### Lotnisko
Około 8 km na południowy wschód od miasta znajduje się lotnisko Kętrzyn-Wilamowo.

## Oświata

### Szkoły podstawowe
- Szkoła Podstawowa nr 1 im. Feliksa Nowowiejskiego
- Szkoła Podstawowa nr 3 im. Marii Zientary-Malewskiej,
- Szkoła Podstawowa nr 4 im. Stanisława Moniuszki,
- Szkoła Podstawowa nr 5 z Oddziałami Integracyjnymi im. Macieja Kalenkiewicza „Kotwicza”,
- Szkoła Podstawowa specjalna Nr 6 przy Specjalnym Ośrodku Szkolno-Wychowawczym im.św.Jana Pawła II,
- Społeczna Szkoła Podstawowa,

### Licea ogólnokształcące

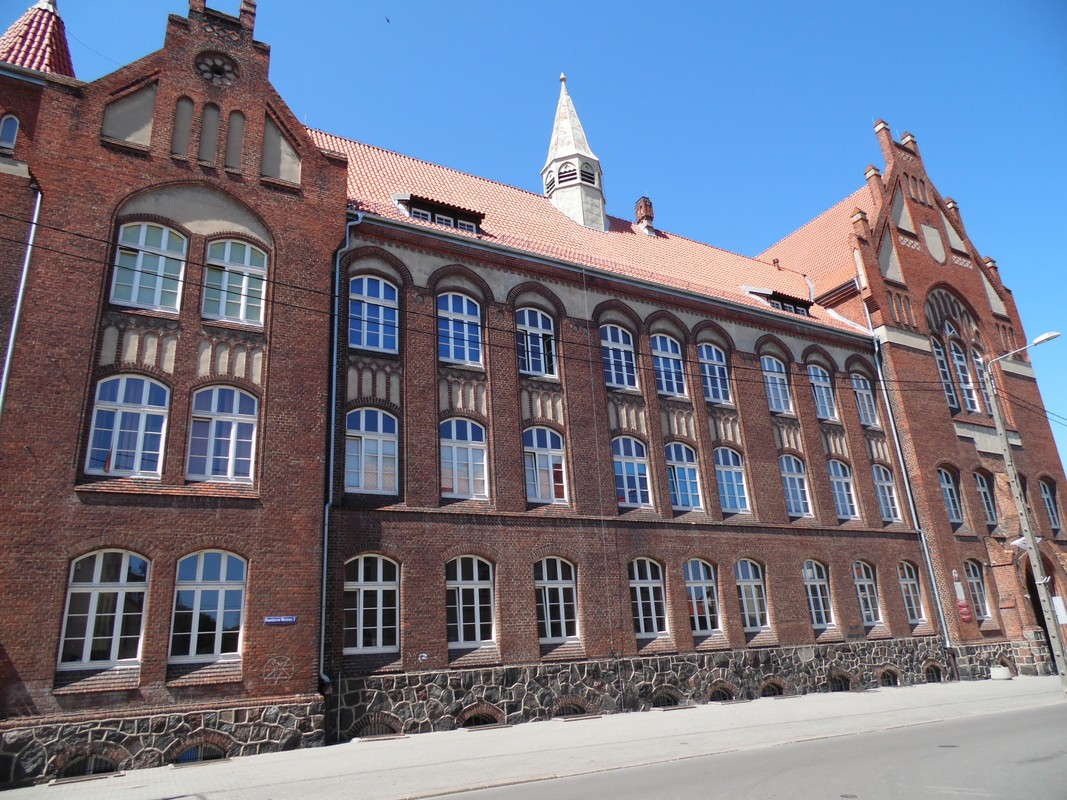
Liceum Ogólnokształcące im. Wojciecha Kętrzyńskiego

- Liceum Ogólnokształcące przy Zespole Szkół Ogólnokształcących im. W. Kętrzyńskiego. W budynku Liceum im. Wojciecha Kętrzyńskiego mieściło się także Liceum Dla Pracujących. Liceum to pierwotnie było samodzielną jednostką, powstałą w 1950 roku. Jej najbardziej znanym maturzystą (1974 r. z Leśnego Rowu) jest Cyryl Klimowicz.
- Liceum Ogólnokształcące nr 2 przy Zespole Szkół im. M. Skłodowskiej-Curie,
- Liceum Ogólnokształcące dla Dorosłych przy Powiatowym Centrum Edukacji w Kętrzynie,
- I Prywatne Zaoczne Liceum Ogólnokształcące w Kętrzynie,
- II Prywatne Liceum Ogólnokształcące w Kętrzynie,
- Zespół Szkół Centrum Kształcenia Rolniczego w Karolewie

### Szkoły zawodowe
- Zespół Szkół im. Marii Skłodowskiej-Curie,
  - Technikum Elektryczne
  - Technikum Analityczne
  - Technikum Informatyczne
  - Technikum Ekonomistyczne
  - Technikum Programistyczne
- Powiatowe Centrum Edukacji
  - Technikum Budowlane,
  - Technikum Logistyczne
  - Technikum Pojazdów Samochodowych
  - Branżowa Szkoła I Stopnia
- Zasadnicza Szkoła Zawodowa Specjalna przy Specjalnym Ośrodku Szkolno-Wychowawczym,
- Ośrodek Kształcenia Zawodowego w Kętrzynie,
- Zespół Szkół Licealnych i Zawodowych W Karolewie
  - Technikum Żywienia i Usług Gastronomicznych
  - Technikum Agrobiznesu
  - Technikum Architektury Krajobrazu
  - Technikum Mechanizacji Rolnictwa i Agrotoniki
  - Technikum Rolnicze
  - Branżowa Szkoła I Stopnia

### Szkoły policealne i wyższe

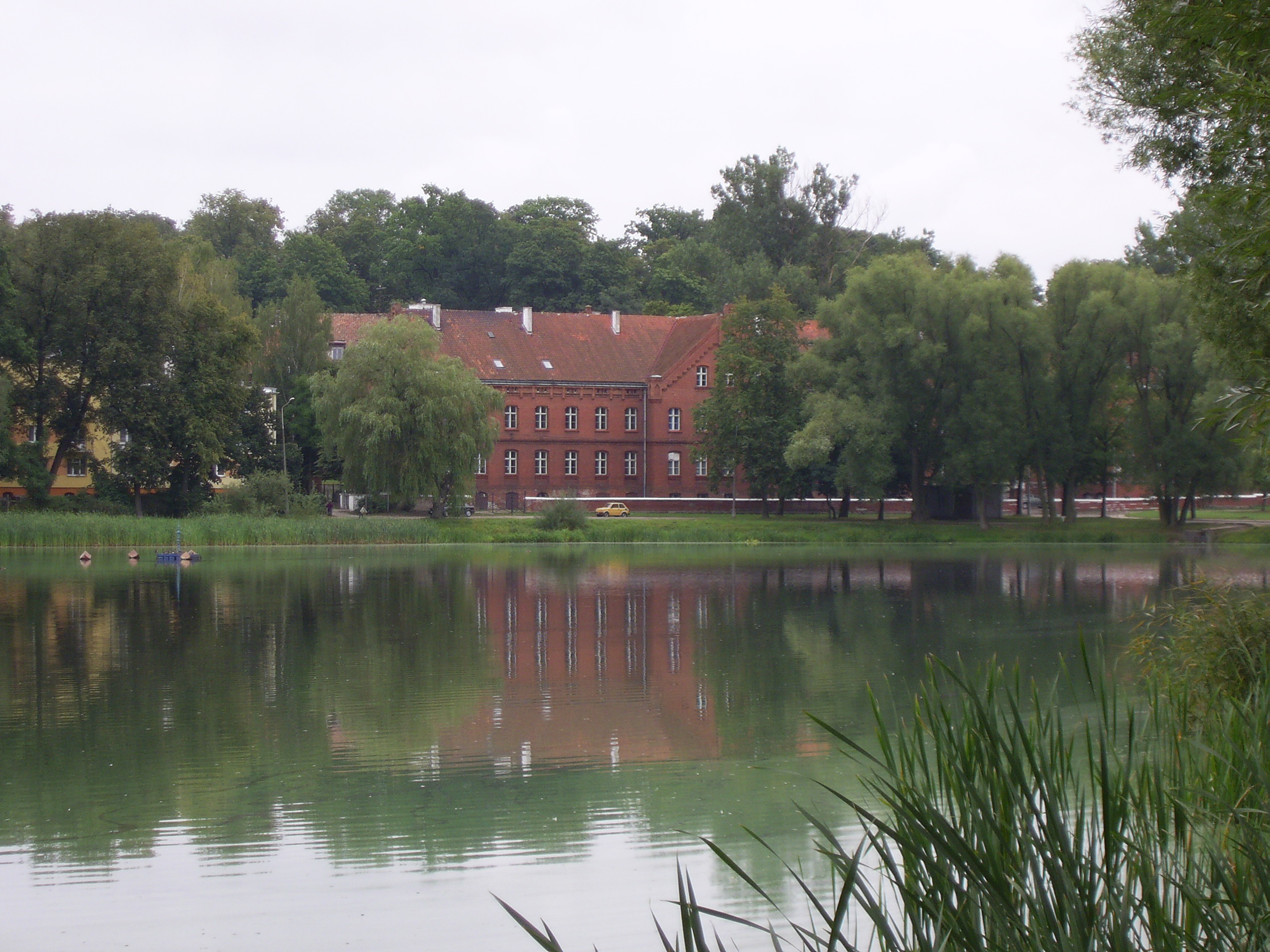
Wyższa Szkoła Informatyki i Ekonomii TWP w Olsztynie, Wydział Zamiejscowy w Kętrzynie, widok zza Jeziora Kętrzyńskiego

- Centrum Doskonalenia Nauczycieli w Kętrzynie,
- Centrum Kształcenia Ustawicznego w Kętrzynie,
  - Policealne Studium Zawodowe
    - Technik Informatyk, Technik Bhp, Technik Prac Biurowych, Technik Administracji, Technik Ekonomista, Technik Organizacji Reklamy, Technik Nudownictwa
- Warmińsko-Mazurski Ośrodek Doskonalenia w Olsztynie
  - Centrum Edukacji w Kętrzynie,
- Towarzystwo Wiedzy Powszechnej w Olsztynie
  - Wyższa Szkoła Informatyki i Ekonomii TWP w Olsztynie Wydział Zamiejscowy w Kętrzynie,
    - kierunki: Ekonomia, Pedagogika

  - Policealne Studium Zawodowe TWP,
    - Technik Informatyk, Technik Rachunkowości, Technik Administracji, Technik Ekonomista, Technik Obsługi Turystycznej, Technik BHP, Technik Ochrony Fizycznej Osób i Mienia, Technik Przemysłu Mody, Technik Logistyk

  - Centrum Doskonalenia Nauczycieli TWP,
  - Centrum Organizacji Kursów Zawodowych, Komputerowych i Języków Obcych TWP

## Służba zdrowia i pomoc społeczna

### Publiczne jednostki służby zdrowia
- Szpital Powiatowy w Kętrzynie

### Ośrodki pomocy społecznej
- Powiatowe Centrum Pomocy Rodzinie w Kętrzynie,
- Miejski Ośrodek Pomocy Społecznej w Kętrzynie,
- Gminny Ośrodek Pomocy Społecznej w Kętrzynie

## Placówki kulturalne

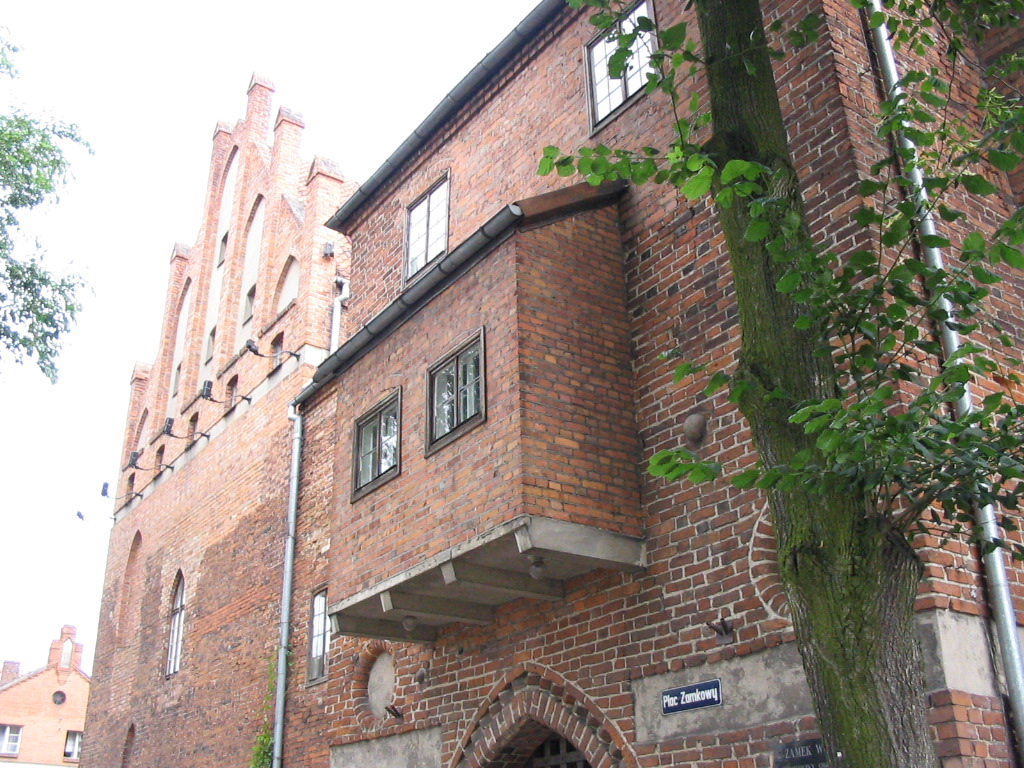
Zamek – siedziba Muzeum Regionalnego

Mieszkańcy Kętrzyna mogą korzystać z różnorodnej oferty kulturalnej Kętrzyńskiego Centrum Kultury, w którego strukturach znajduje się także Kino „Gwiazda”. W Kętrzynie jest również Dom Kultury „Czerwony Tulipan”. W mieście znajdują się również: Muzeum Regionalne, Biblioteka Pedagogiczna oraz Biblioteka Publiczna Miejska, Polsko-Niemieckiego Centrum Kultury im. Arno Holza i Mazurski Ogród Sztuk (galeria sztuki).

## Religia

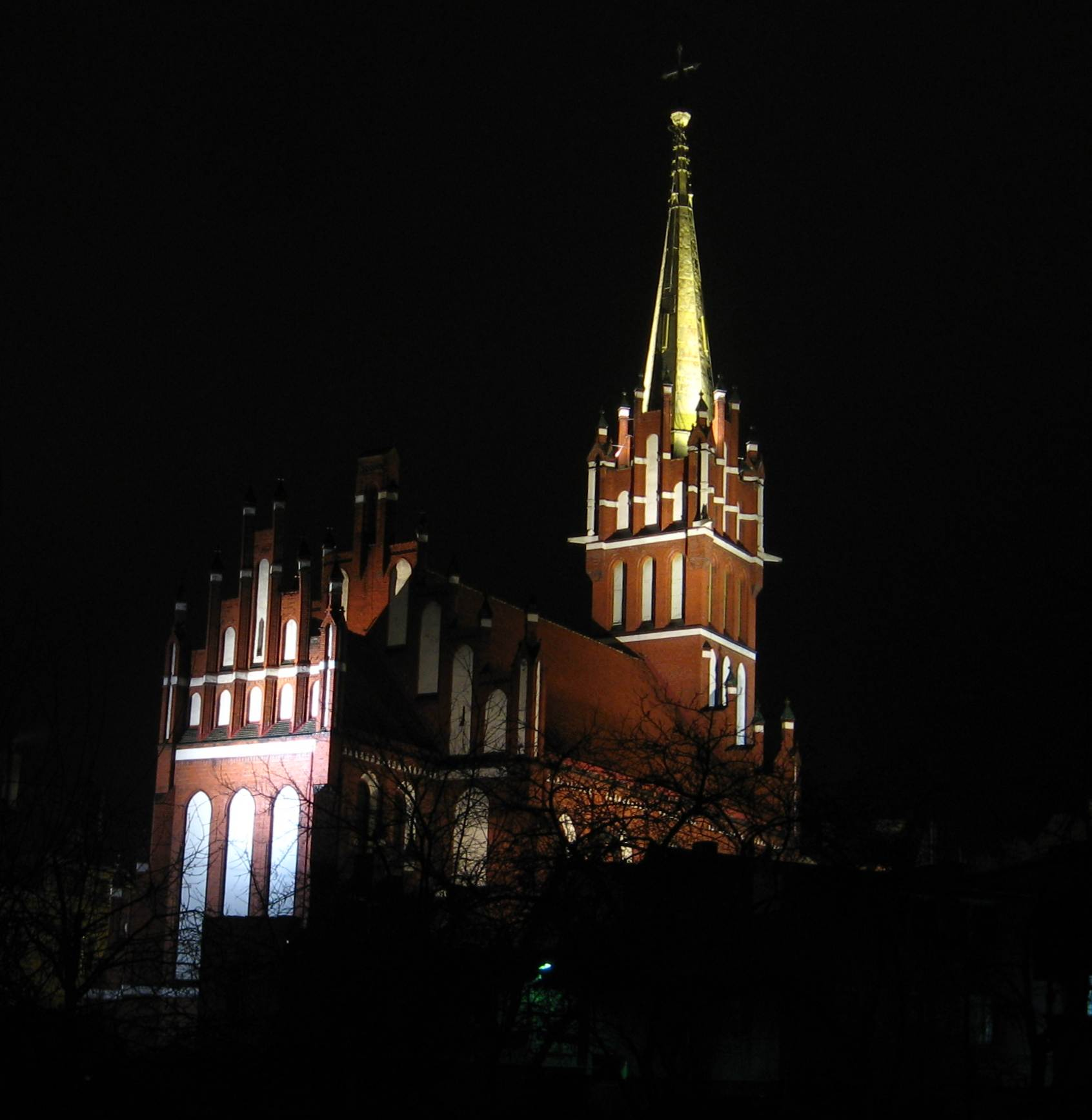
Kościół św. Katarzyny nocą

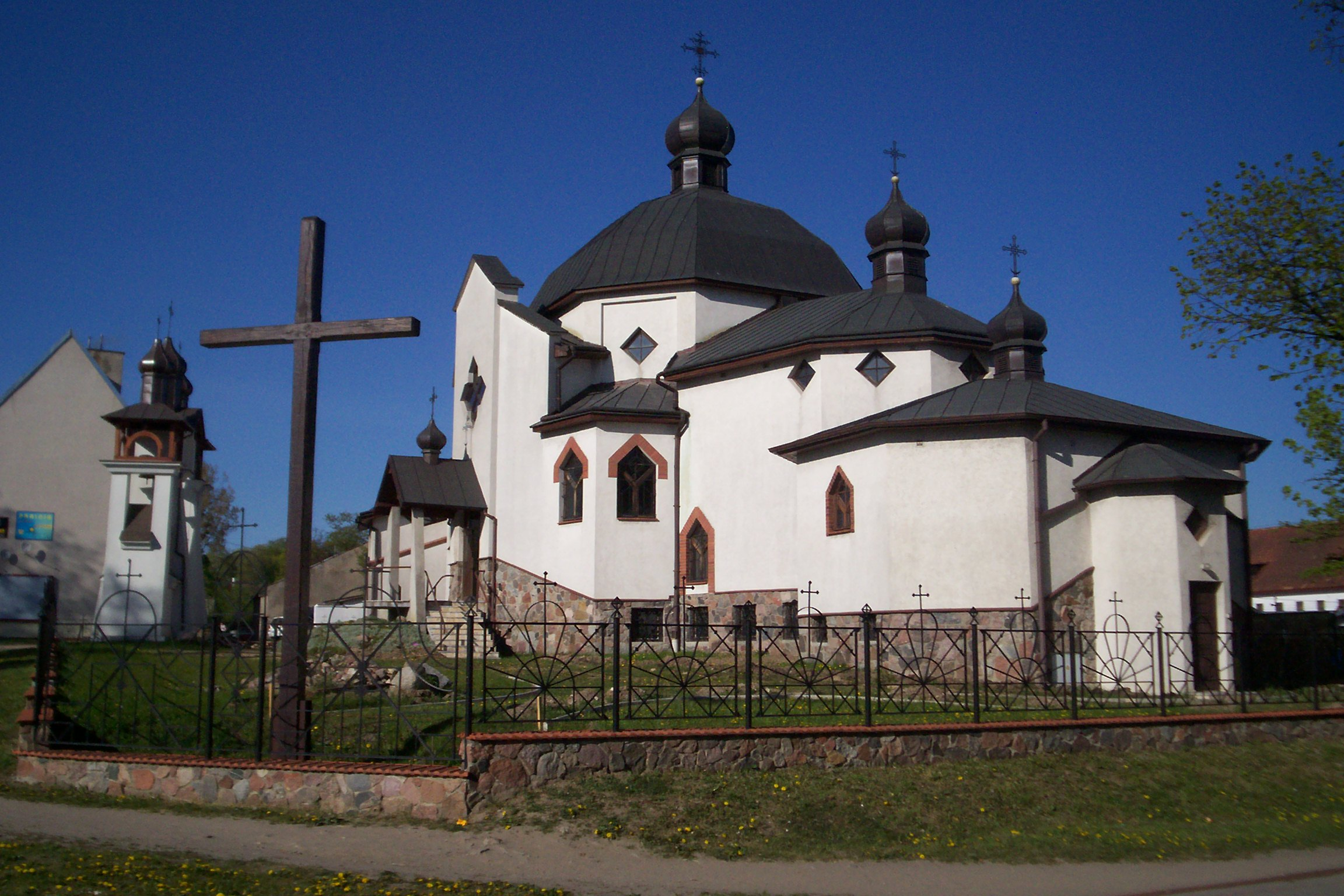
Cerkiew greckokatolicka pw. św. Bazylego Wielkiego

Na terenie miasta działalność religijną prowadzą następujące kościoły i związki wyznaniowe:
- Chrześcijańska Wspólnota Zielonoświątkowa[20][21]
- Kościół Boży w Polsce[22]
- Kościół Chrześcijan Baptystów[23]
- Kościół Chrześcijan Wiary Ewangelicznej[20]
- Kościół Ewangelicko-Augsburski w RP[24]; proboszcz parafii tego kościoła Paweł Hause w 2018 roku został biskupem diecezji mazurskiej[25].
- Kościół katolicki:
  - Kościół rzymskokatolicki[26]
  - Kościół greckokatolicki[27]
- Kościół Nowoapostolski w Polsce[28]
- Kościół Zielonoświątkowy[29]
- Mesjańskie Zbory Boże (Dnia Siódmego)[30]
- Polski Autokefaliczny Kościół Prawosławny[31]
- Świadkowie Jehowy[32]

W Kętrzynie są cztery parafie rzymskokatolickie: św. Jerzego (siedziba Dekanatu Kętrzyn I – Południowy Zachód), św. Katarzyny (siedziba Dekanatu Kętrzyn II – Północny Wschód), św. Jacka i św. Brata Alberta Chmielowskiego. Parafią personalną (bez wydzielonego terytorium) jest Parafia Straży Granicznej św. Mateusza. W oddzielnej strukturze znajduje się greckokatolicka parafia św. Bazylego Wielkiego (obrządku bizantyjsko-ukraińskiego). Należy ona do dekanatu węgorzewskiego Archidiecezji Przemysko-Warszawskiej. W Kętrzynie jest też parafia prawosławna Narodzenia Bogurodzicy (w cerkwi znajdują się freski wykonane przez Jerzego Nowosielskiego). W mieście znajdują się także klasztory Zgromadzenia Sióstr Misjonarek świętej Rodziny i Zakonu Ojców Bazylianów. Bazylianie obsługują parafie greckokatolickie w Kętrzynie, Reszlu, Asunach i Bajorach Małych.
Kościoły protestanckie reprezentowane są przez Parafię Ewangelicko-Augsburską, przy której mieści się także siedziba diecezji mazurskiej tegoż Kościoła (proboszcz parafii bp Paweł Hause jest jednocześnie zwierzchnikiem diecezji) oraz sześć miejscowych wspólnot ewangelikalnych: Chrześcijańską Wspólnotę Zielonoświątkową (zbór w Kętrzynie), Kościół Boży (Kościół Chrześcijański ZOE Kętrzyn), Kościół Chrześcijan Baptystów w RP (zbór w Kętrzynie), Kościół Chrześcijan Wiary Ewangelicznej (zbór w Kętrzynie), Kościół Zielonoświątkowy (zbór „Betel”) oraz Mesjańskie Zbory Boże (punkt misyjny w Kętrzynie).
W mieście istnieje również zbór Kościoła Nowoapostolskiego oraz dwa zbory Świadków Jehowy (Kętrzyn–Wschód, Kętrzyn–Zachód).

## Sport

### Kluby i organizacje sportowe
- Kętrzyński Klub Zapaśniczy  „UKS Olimp” - zapasy
- Kętrzyński Klub Sportowy „Granica” – piłka nożna
- Kętrzyński Klub Piłki Ręcznej „Olimpia” – piłka ręczna
- Kętrzyński Klub Taekwondo „Tygrys” – taekwondo (WTF)
- Kętrzyński Klub Tańca Sportowego „Kormoran” – taniec sportowy
- Uczniowski Klub Sportowy „Kętrzynianka” – tenis ziemny
- Kętrzyński Klub Tenisowy – tenis ziemny
- Kętrzyńskie Towarzystwo Piłki Nożnej – piłka nożna
- Ludowy Uczniowski Klub Sportowy „Niedźwiedź” – boks
- Klub Jeździecki „Rolimpex” – sekcja jeździecka przy Stadzie Ogierów (największa w stajnia Europie)
- Klub Sportowy „Szkoła Mistrzów Bushi” – bushi
- Miejski Klub Szachowy „Hetman-Pionier” – sekcja szachowa
- Sportowy Klub Bilardowy „Skorpion-Kętrzyn” – bilard
- Sportowy Klub Bilardowy „Baszta Kętrzyn” – bilard
- Uczniowski Klub Sportowy „Baszta” – kilku sekcyjny
- Uczniowski Klub Sportowy „Jedynka” – kolarstwo, inne
- Uczniowski klub Sportowy „Olimp” – piłka koszykowa, inne
- Uczniowski klub Sportowy „Peleton” – kolarstwo
- Uczniowski klub Sportowy „Zryw” – piłka ręczna dziewcząt

Ponadto w Kętrzynie działają również „Automobilklub Kętrzyński”, „Aeroklub Krainy Jezior”, Bractwo Rycerskie Strażnicy „Rast” przy Zamku Kętrzyńskim, Sekcja Brydża Sportowego przy Kętrzyński Centrum Kultury (KCK Kętrzyn) oraz liczne sportowe sekcje przyzakładowe.

### Infrastruktura sportowa
- Nowoczesny stadion miejski przy ul. Fryderyka Chopina (100 × 65 mb)
- Boisko ze sztuczną murawą przy ul. Kazimierza Wielkiego (100 × 64 mb)
- Pływalnia kryta, ul. Poznańska wraz z Hala Sportowa
- Kompleks rekreacyjny Kętrzynianka z pływalnia otwarta oraz kemping, ul. Szpitalna
- Hala sportowa Mistrzów przy Szkole Podstawowej nr 4
- 5 kortów tenisowych
- 8 orlików
- Lodowisko miejskie
- Bałtyckie centrum bilardowe

Nawierzchnia boiska z trawy sztucznej jest przedmiotem certyfikatu FIFA Star 1.

## Współpraca międzynarodowa
| Miasto      | Kraj    | Data podpisania umowy |
| ----------- | ------- | --------------------- |
| Wesel       | Niemcy  | 19 maja 2002 r.       |
| Zlaté Hory  | Czechy  | 15 maja 1999 r.       |
| Włodzimierz | Ukraina | 12 listopada 2004 r.  |

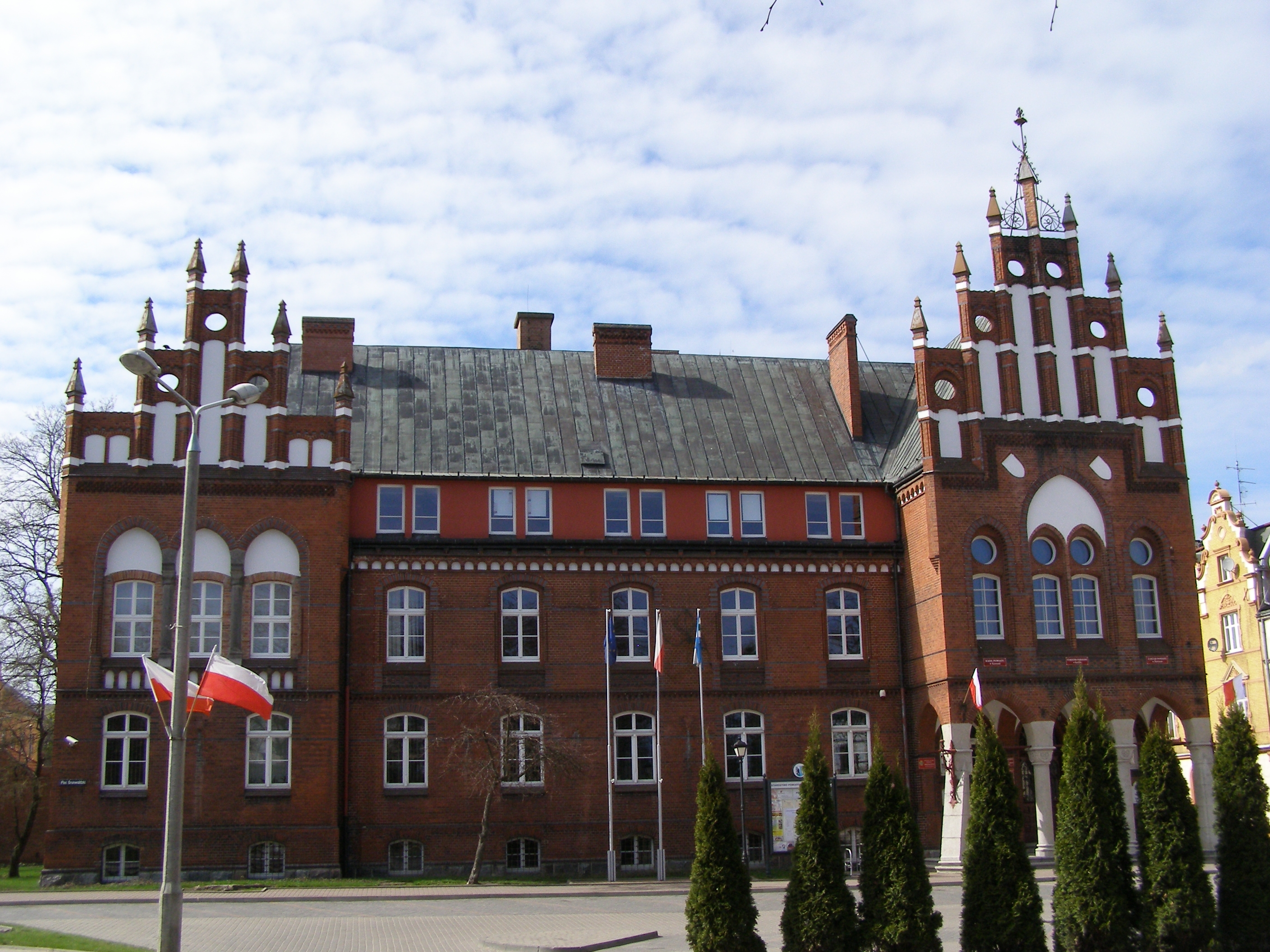
Starostwo Powiatowe

Od 2005 roku miastem partnerskim Kętrzyna był także rosyjski Swietłyj. Współpracę zerwano w 2022 roku, w związku z rosyjską napaścią na Ukrainę.

## Ludzie urodzeni w Kętrzynie, bądź z nim związani

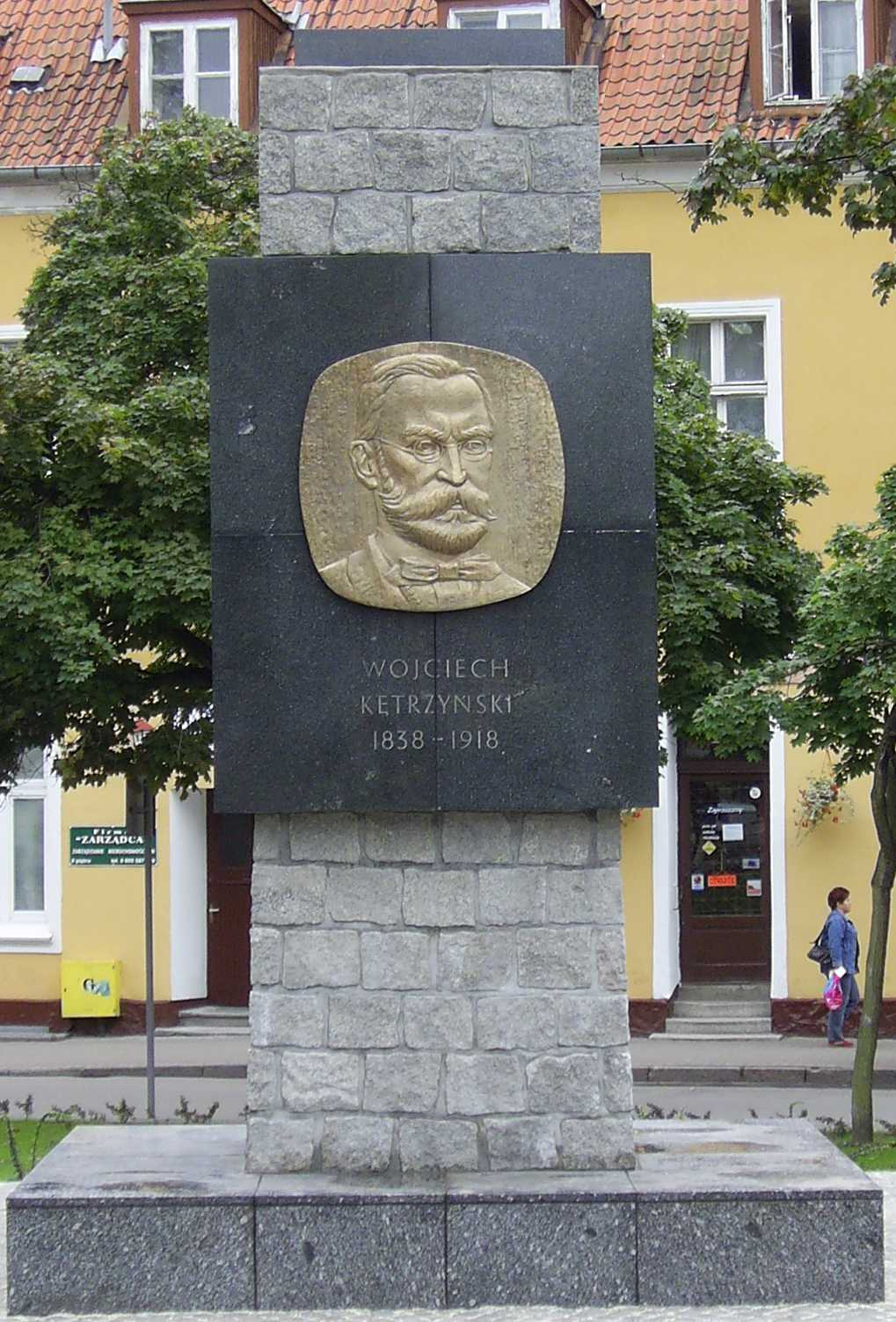
Pomnik Wojciecha Kętrzyńskiego w centrum miasta

### Honorowi obywatele miasta
Tytuły nadane po 1989 (data nadania tytułu).
- arcybiskup Edmund Piszcz (22 grudnia 1998)
- papież Jan Paweł II (8 marca 2000)
- Stefania Woytowicz (25 października 2000)
- Hubertus Hilgendorff (15 lutego 2002)
- Jörn Schroh (15 kwietnia 2004)
- Krzysztof Szatrawski (28 marca 2018)